# Valle del Cuco

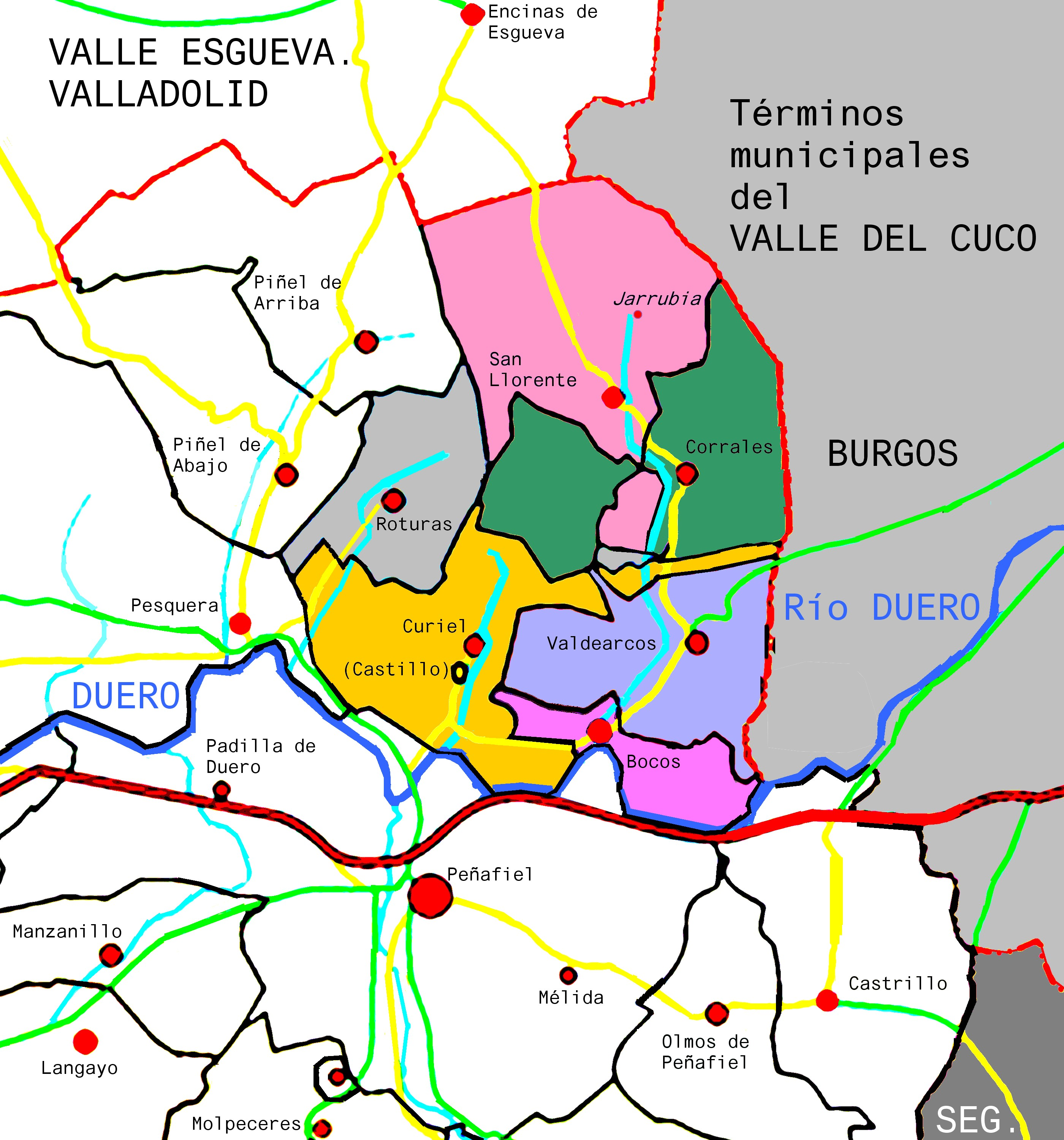
Valle del Cuco. Términos Municipales del Valle del Cuco (Valladolid).

El Valle del Cuco es una parte de la comarca Campo de Peñafiel y de la D.O. Ribera del Duero de Valladolid, en la provincia de Valladolid, comunidad autónoma de Castilla y León, España. Se trata de un estrecho y verde valle con un paisaje característico, formado por las aguas del Arroyo del Cuco, que desemboca en el Duero en el municipio de Bocos.
Comprende los términos municipales de Curiel de Duero, Bocos de Duero, Valdearcos de la Vega, Corrales de Duero y San Llorente del Valle. Todos ellos, junto con Roturas y el despoblado de Jarrubia (Iglesia Rubia) en San Llorente, pertenecían a la histórica comunidad de villa y tierra de Curiel.
Actualmente Roturas no se incluye en el Valle del Cuco.
Los cinco municipios constituyen la Asociación para el desarrollo rural del Valle del Cuco con sede en la c/ Real, n.º 1 47317 - Bocos de Duero (Valladolid) Telf. / Fax: 983 880 014 Móvil: 638 961 098 Correo: info@valledelcuco.es Web: http://www.valledelcuco.es/

El Camino Real de Burgos es una vía pecuaria que comienza en Peñafiel y sigue por Curiel, Corrales, San Llorente y luego se encamina por la provincia de Burgos hacia Villaescusa de Roa y Guzmán. En Curiel esta vía se llama "Cantones".
El Camino Real de Aragón es otra vía pecuaria que bordea el sur del Valle del Cuco, siguiendo el curso del Duero, por Curiel y Bocos.

## Historia

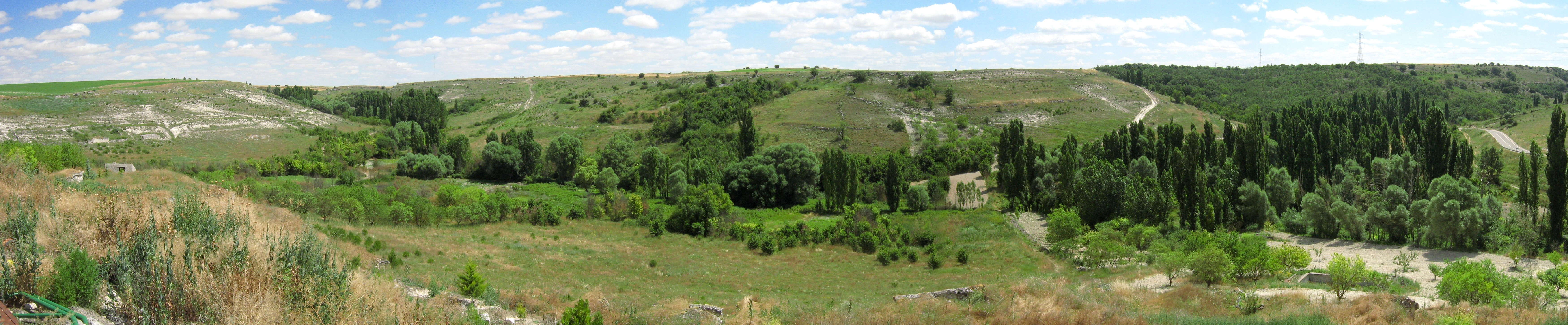
Valle del Cuco. Vista desde las bodegas de San Llorente. Valle de Jarrubia (izquierda) Robledal (derecha). 2008-07-26.

Los principales hechos históricos que la afectan son comunes a los de Curiel de Duero y Campo de Peñafiel y Peñafiel.
El pueblo prerromano que habitaron estos valles fueron los vacceos. En el poblado de Pintia en Padilla de Duero (perdanía de Peñafiel) hay restos de una ciudad vaccea. Los romanos después de vencer a los arévacos en Numancia, destruyeron las ciudades de sus aliados los vacceos.
El origen de estos pueblos fue la repoblación altomedieval a partir de la Batalla de Simancas del año 939. El rey Ramiro II de León encomendó su repoblación al primer Conde de Monzón. Aplicando el derecho romano, el rey adquiría la propiedad de todas las tierras despobladas que conquistaba. Por ser propiedades suyas (realengo), el rey podía entregarlas como pago a nobles (señoríos), obispos, abades etc.
La comunidad de villa y tierra de Curiel se creó durante el reinado de Alfonso VI de Castilla (1172-1109). Limitaba al este con la comunidad de villa y tierra de Roa, al sur con la comunidad de villa y tierra de Peñafiel y al norte con la Merindad de Cerrato. La comunidad de villa y tierra supone que el rey concede un territorio a una villa, a cambio de que la repueblen, organicen y paguen tributos. La Villa era el poblado más importante. El rey podía nombrar su representante ante el Concejo sobre todo para la recaudación de impuestos.
En el siglo XIX dos procesos históricos cambiaron la situación de la propiedad agraria: la Desamortización de Mendizábal (1836-1853) y la Desamortización de Madoz (1855 a 1868).
En la Desamortización de Madoz algunos de los Montes Públicos no fueron expropiados, entre ellos los términos de Cerracín (Curiel) y Castellares (Roturas).

Eclesiásticamente hasta 1952 el arciprestazgo de Peñafiel perteneció al obispado de Palencia. Después pasó al obispado de Valladolid.

## Lugares del Valle del Cuco
- Monte de San Llorente Está rodeado por Corrales de Duero por el norte, este y oeste. El sur limita con Castellares (Roturas). El perímetro es de unos 5800m. De norte a sur mide unos 1650m. El límite con Castellares es de unos 1265m. La superficie es de unas 185Ha. Buena parte permanece como monte de encinas, mientras que otra está cultivada principalmente de cereal, si bien las parcelas son pequeñas (menos de 0,5Ha).

- Castellares pertenece actualmente al término municipal de Roturas y es el Monte que está al sur del Monte de San Llorente, a la izquierda del arroyo Congosto y encima de La Ladera del Cuerno que pertenece a Curiel. También incluye la ladera que da a la carretera del valle sin llegar a la misma carretera. Castellares está separado del término municipal de Roturas. La anchura en su parte cercana a la carretera es de unos 380 m, su perímetro es de 3815 m y su superficie es de 64 ha.

- Cerracín es un monte que pertenece a Curiel pero que está entre Corrales y Valdearcos. Limita 313 con la carretera del valle y llega hasta la provincia de Burgos. La profundidad es de unos 2460m. La superficie de Cerracín es de una 76 Ha y su perímetro es de 5400m.

## Patrimonio
Lista de ermitas:
- Ermita del Cristo, Curiel.
- Ermita de San Antonio, Corrales.
- Ermita del Santo Cristo de Limpias, Valdearcos.
- Ermita de la Virgen de la Zarzuela, Valdearcos.

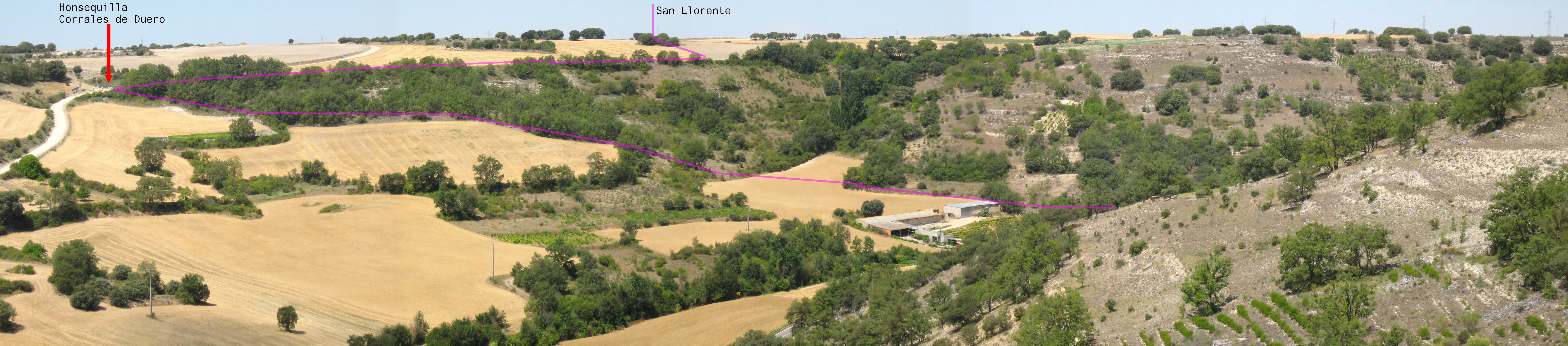
Valle del Cuco. Honsequilla (Corrales). La Cueva (San Llorente). 2009-07-17.

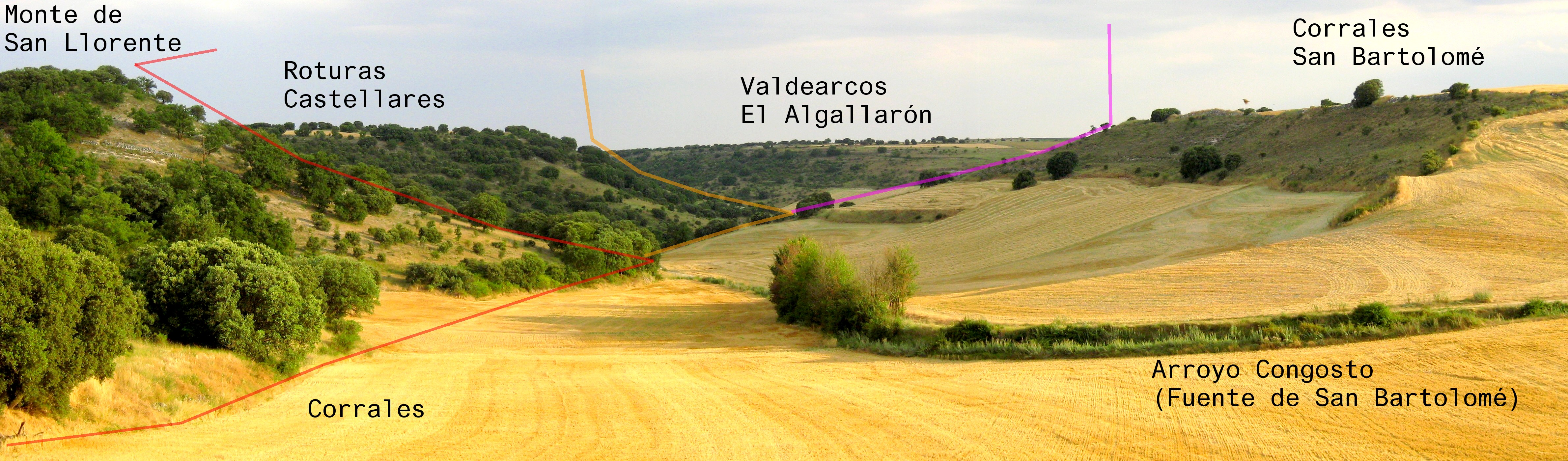
Valle del Cuco: Arroyo Congosto. San Bartolomé 2008-08-03.

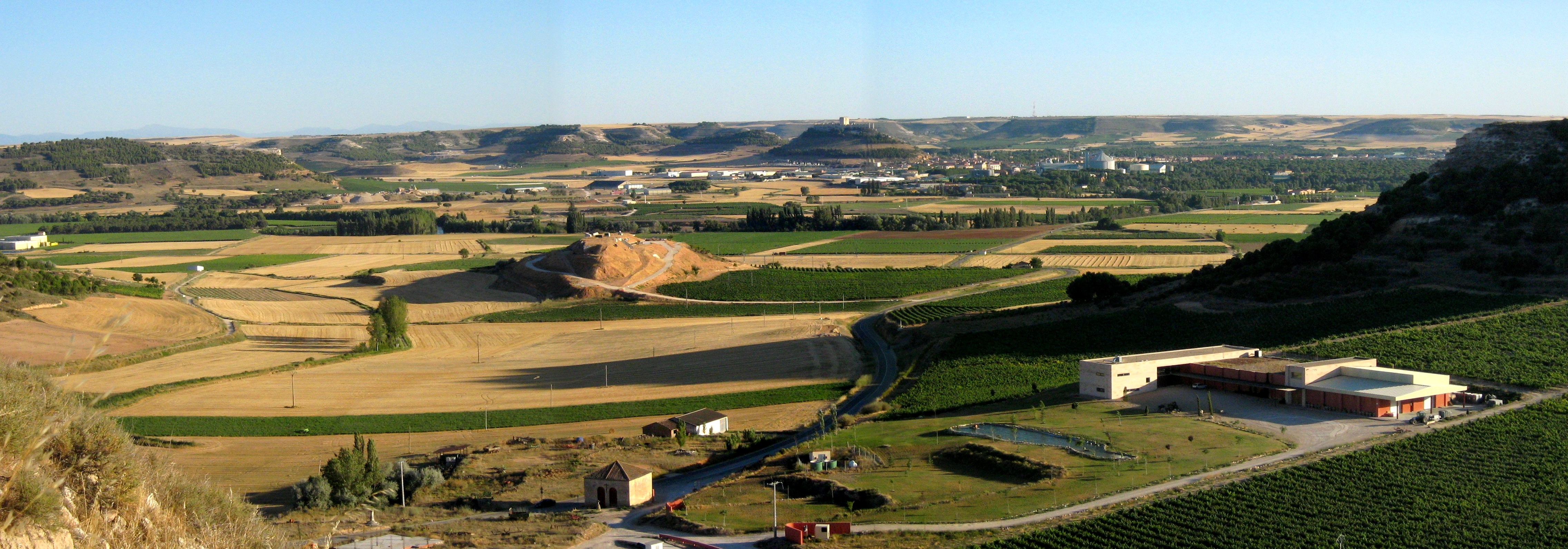
Valle del Cuco. Castillo de Peñafiel visto desde el Castillo de Curiel. Bodega Comerge (derecha). Bodega Legaris (izquierda, edificio blanco) 2009-07-27.

## Río Duero, Canal de Riaza, Arroyos, Rutas turísticas.
Los arroyos principales del valle del Cuco desembocan en el río Duero. El río Duero está al sur del valle y no lo llega a atravesar. La frontera sur de Bocos de Duero (6 km) coincide con el Duero. Curiel también limita al sur con el Duero (4,2 km) entre el cruce de la carretera y Bocos.
El Canal de Riaza riega el sur del Valle del Cuco desde su construcción en 1950. Atraviesa Bocos y Curiel.
- Arroyo del Cuco: Nace en Jarrubia (San Llorente) y desemboca en el Duero (Bocos). Este arroyo tiene cuatro nombres. En San Llorente este arroyo se llama "Jarrubia" en la primera parte, luego se llama "Concejo". En Corrales se llama "Valdesanllorente", en Valdearcos y Bocos se llama "Arroyo Madre". Afluentes de este arroyo son:
- Arroyo de San Adrián, Valdearcos. Es el arroyo del valle cuya carretera va hacia Mambrilla.
- Arroyo Congosto. Nace en el este del Monte de San Llorente en la fuente de San Bartolomé. Se encamina hacia el sur. Luego deja la parte del monte llamada Castellares (Roturas) a su izquierda y acaba llegando a Valdearcos por la Ermita de la Virgen de la Zarzuela.
- Arroyo de Hontanares, que nace en la Fuente de Hontanares. Corrales.
- Arroyo de Valdemeso, que nace en la Fuente de Valdemeso. Corrales.
- Arroyo de San Pedro, que nace en la Fuente de San Pedro. Corrales.
- Arroyo de Valdemoral, que nace en la Fuente de Valdemoral. Corrales.

- Arroyo Horcajo: Nace en el Valle de Arriba en Curiel y llega al Duero.

- Arroyo de San Pedro: Nace en Roturas y atraviesa el oeste de Curiel y acaba en el Duero en el término municipal de Pesquera.

Fuentes de Curiel: Bombina, Santiago, Gallarón, Valdelaba.
Otras fuentes del Valle del Cuco: Barcorvillo, Barcervejo

Por el Valle del Cuco pasan tres rutas de senderismo señalizadas que pasan entre fuentes, páramos, valles, ermitas, chozos de pastor y antiguas cañadas de ganado ovino.
- PRVA-9. Ruta de Las Pinzas o Camino de los Romanos.
- PRCVA-9. Ruta de Las Fuentes.
- PRVA-10. Ruta del Valle o del Pico Gurugú.

En Bocos de Duero, a la sombra del Pico Gurugú y a la vera del río Duero se sitúa el parque recretativo "Villa del Prado". Al lado está el antiguo molino y la desembocadura del arroyo del Cuco en el río Duero.

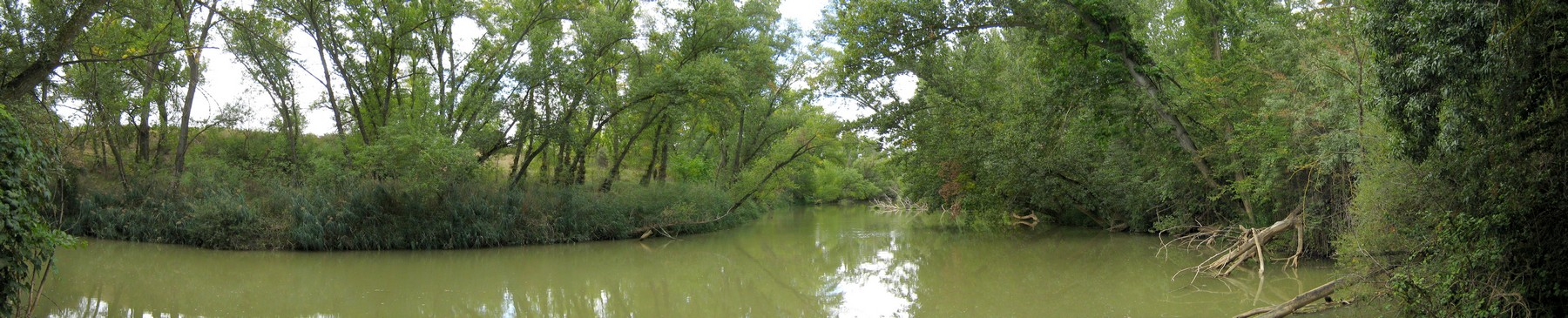
Río Duero en la desembocadura del Arroyo del Cuco. Bocos de Duero. Parque Villa del Prado, 2009-09-20.

## Gastronomía
La gastronomía se basa en el cerdo (matanza), cordero, lechazo, pan, vino, legumbres.
La fiesta gastronómica fue la matanza del cerdo: jamones, lomos, chorizo, chorizo botagueño, morcilla de arroz, calducho, tortas de chicharrón. La matanza se consumía una parte en fresco y otra se conservaba en seco, en manteca y en aceite.
Los platos de fiesta son:
- Lechazo churro asado en horno de leña con ensalada.
- Chuletillas de cordero a la brasa de sarmiento de vid.
- Arroz con pollo.

Otros platos tradicionales se basaban en la caza de perdiz, codorniz, libre, conejo. Del valle era típico la recolección de caracoles en los días de lluvia sobre todo en primavera y los cangrejos de río. En el valle también es muy común el ciruelo silvestre con ciruelas negras, las zarzamoras y las endrinas. Los frutales cultivados han sido la vid, almendros, ciruelos, manzanos, nogales, cerezos, guindos. La liebre y el conejo se comían con arroz. El jabalí se cazaba ocasionalmente y se cocinaba con patatas y verduras.
Los pescados de mar más comunes fueron el bacalao seco, el congrio con patatas, y el chicharro frito.
El pan tradicional es el pan redondo llamado lechuguino de medio kilo de peso y la hogaza que es semejante pero de peso mayor (1 kg). La torta de pan se hacía redonda, fina pero se pone una pátina de aceite de oliva antes de meterse al horno.
Las sopa de ajo se tomaba en desayunos y cenas. Las comidas se basaban en cocido de garbanzos.
Las verduras de invierno que se han usado son el repollo, la berza acompañando el cocido o las patatas cocidas. Las legumbres que se consumieron fueron los garbanzos en el cocido, las lentejas estofadas, habas.
Las patatas cocidas, en el cocido y asadas en el horno o en las brasas.
Como ensalada se ha utilizado la lechuga, la escarola, el tomate, la cebolla.
Las frutas de otoño e invierno eran uvas, manzanas frescas o conservadas en los desvanes. La fruta de verano era la sandía, melón, cerezas, ciruela claudias y negras.
Los frutos secos de la zona son almendras y nueces.
La leche que se consumía era de cabra. La leche de oveja se consumía transformada en queso.
Los dulces consumidos son rosquillas, ciegas, hojuelas (Carnaval), almendras garrapiñadas, mantecadas, almendrados, tortas de chicharrón (matanza), sopas de leche, leche frita, arroz con leche, miel, dulce de membrillo, mermelada de ciruelas.
La bebida más importante es el vino. Las bodegas que rodean los pueblos servían para conservar el vino, patatas y como centro social de las familias en torno a comidas y meriendas.
Los licores: aguardientes, licores de endrina o cereza o guindas.

## Bodegas del Valle del Cuco
- Comenge : Camino del Castino s/n - Curiel. Año 1999.

- Legaris : Carretera Peñafiel-Encinas de Esgueva, km. 2,5 - Curiel. Grupo Codorniú.

- Arco de Curiel : C/Calvario - Curiel. Año 1998.

- Señorío de Bocos: Camino Canaleja - Bocos de Duero. Año 2004.

- Las Pinzas : Carretera Peñafiel 8 - Curiel. Año 2000. www.valdecuriel.com

- Dehesa de la Moraña : Polígono 7, parcela 38 - Curiel. No embotella.

- Centum Cadus : Camino Bodegas, S/N - Curiel.

- Entrecastillos ; www.entrecastillos.es. Año 2006.

## Galería de Fotos de San Llorente

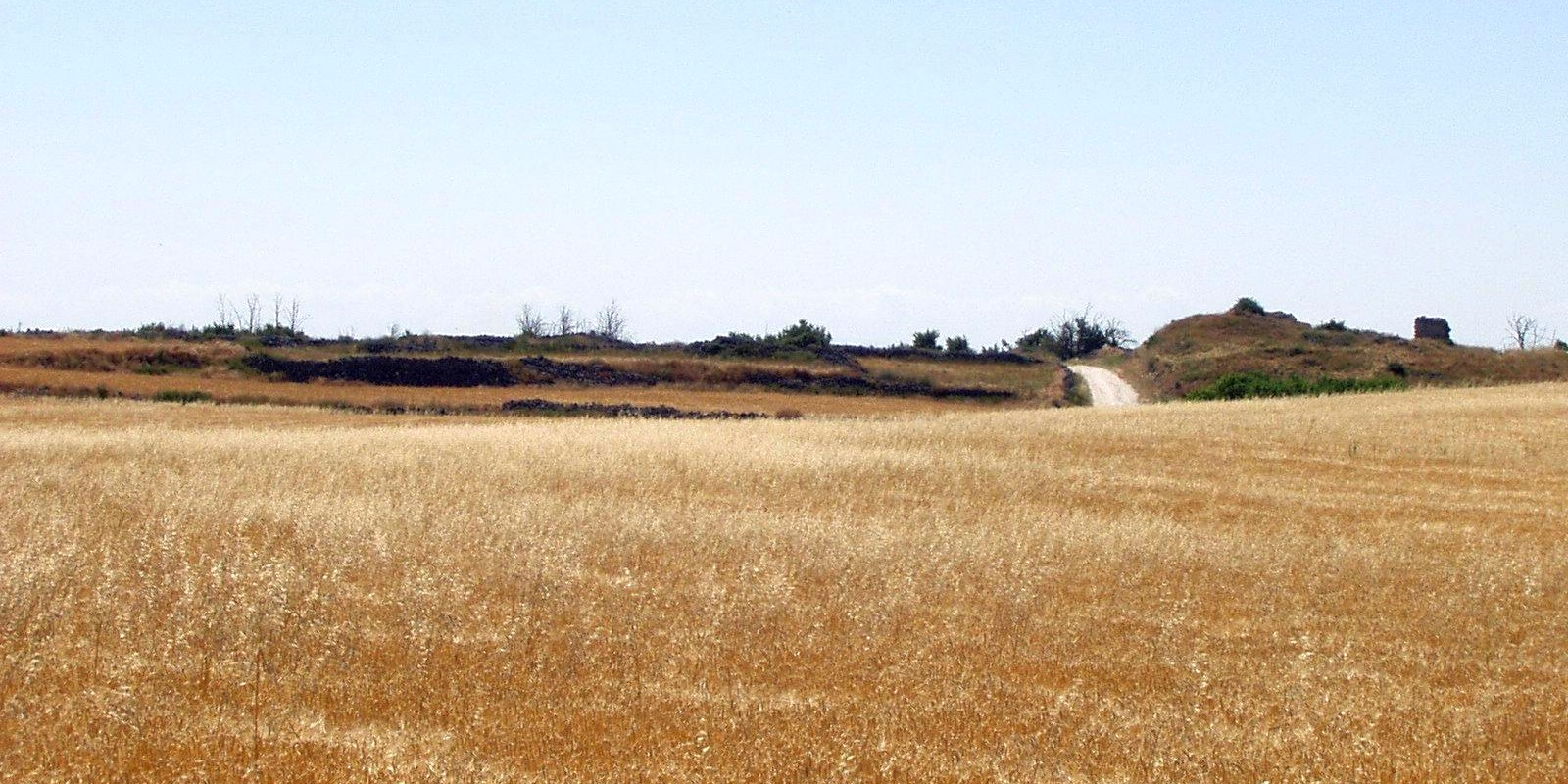
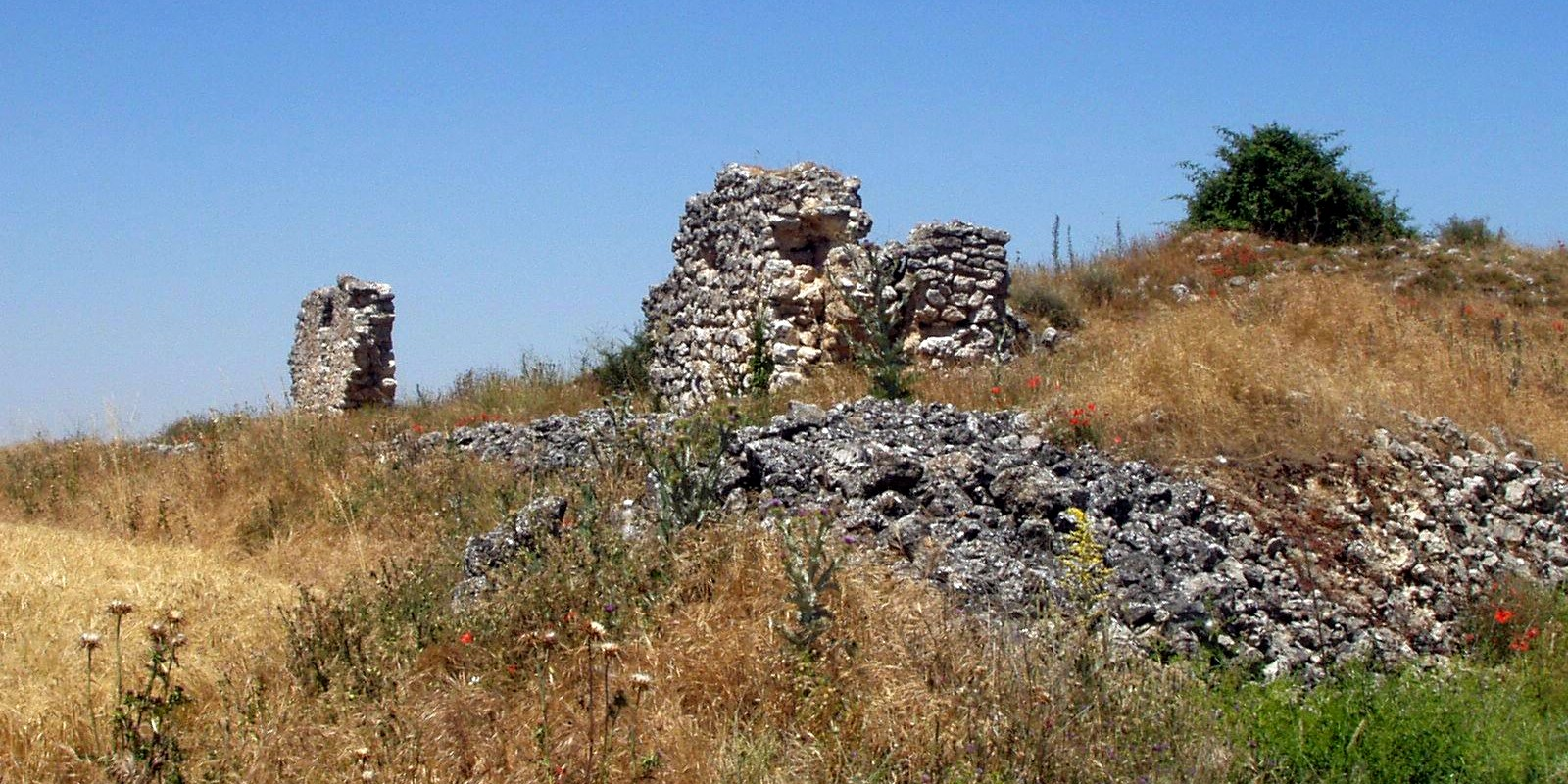
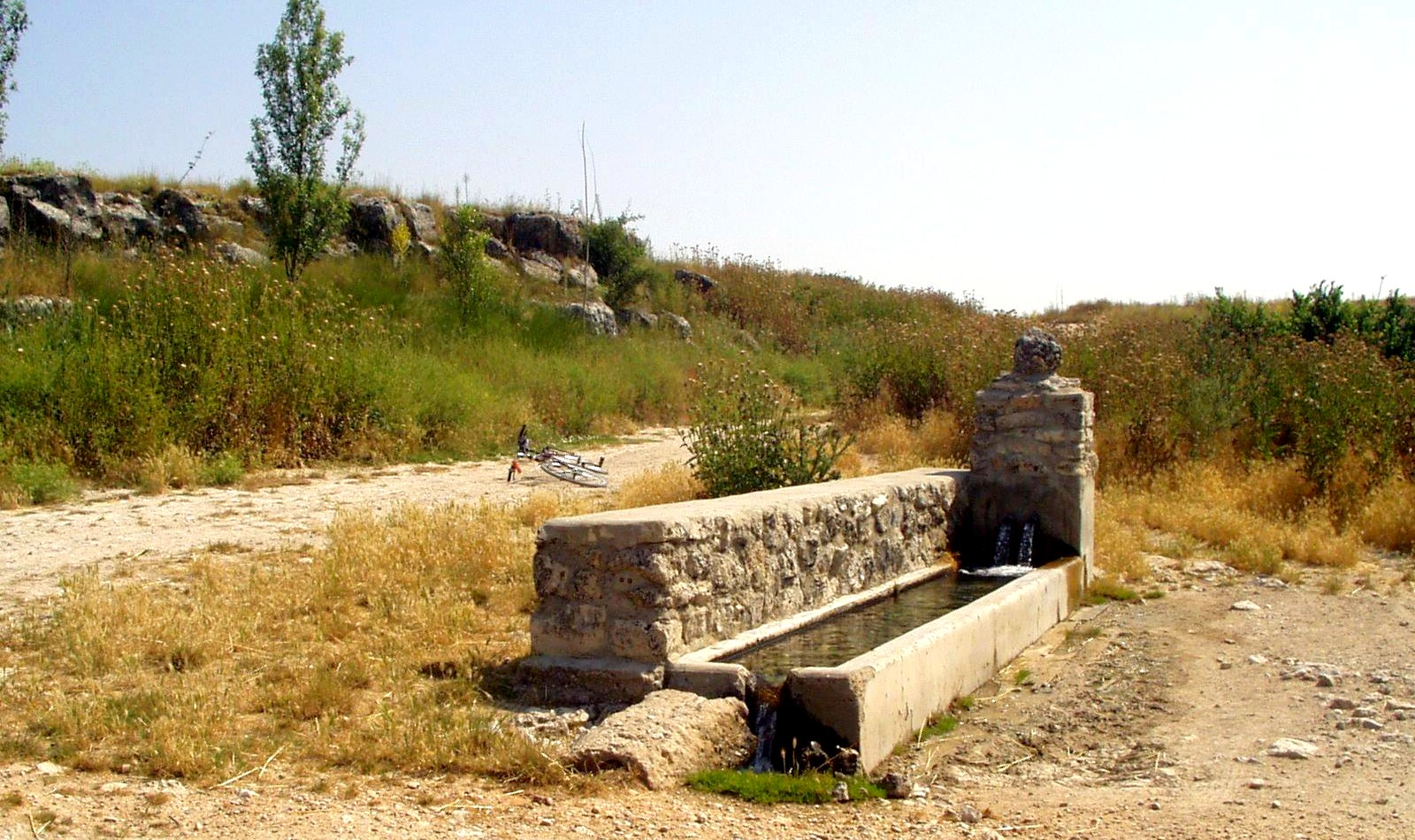
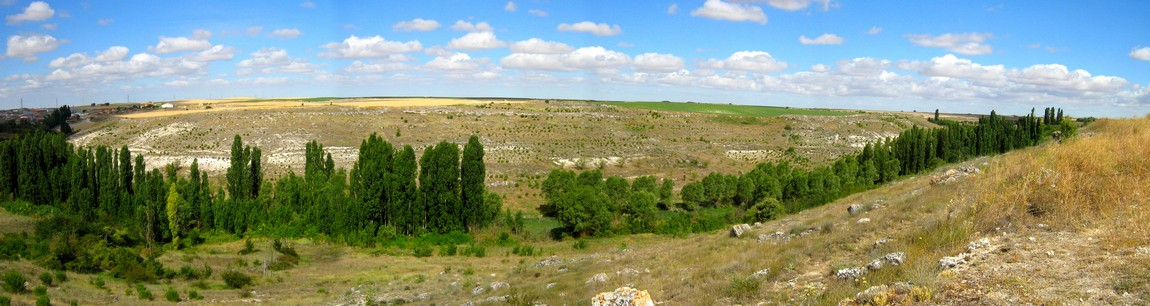
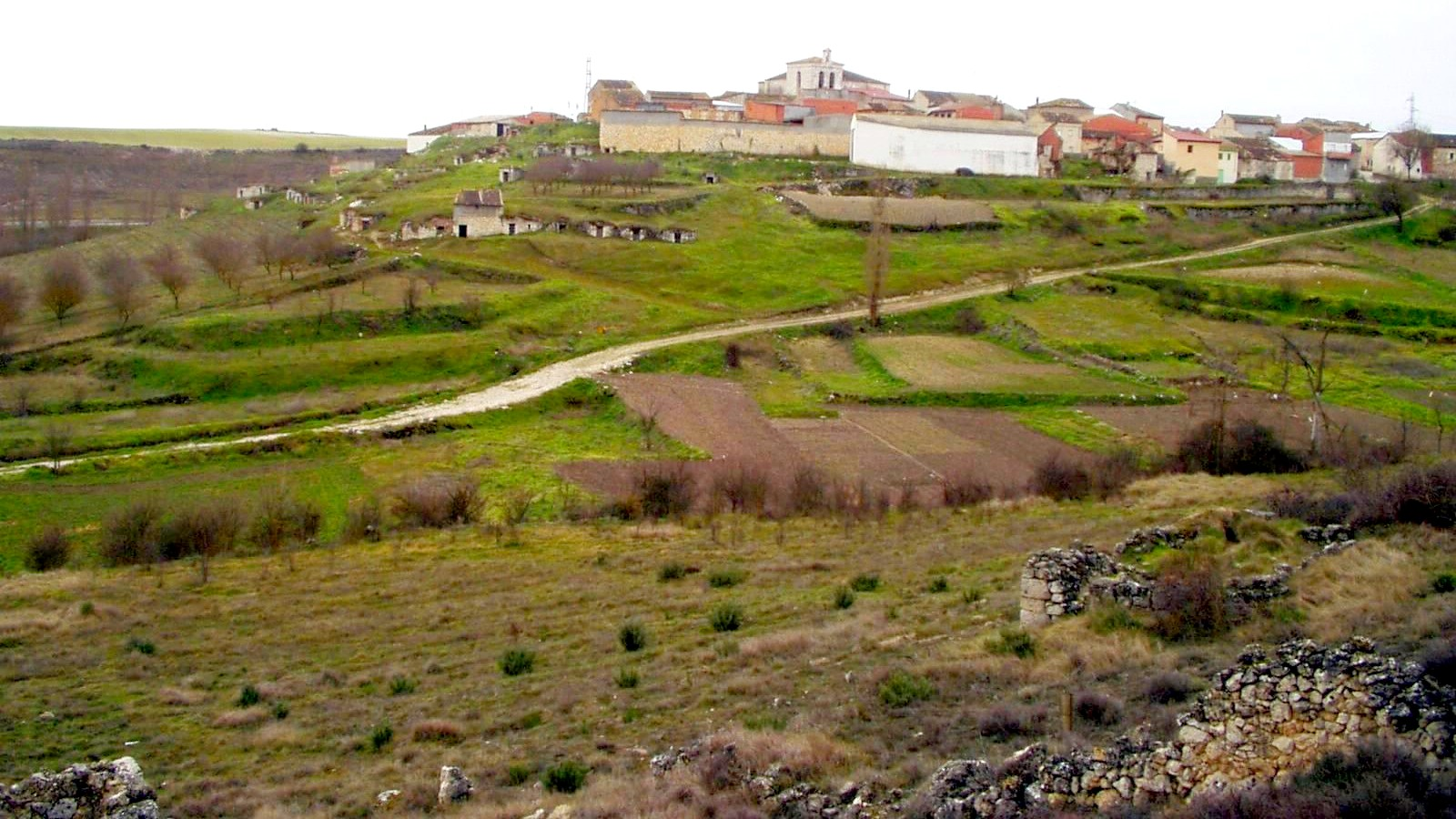
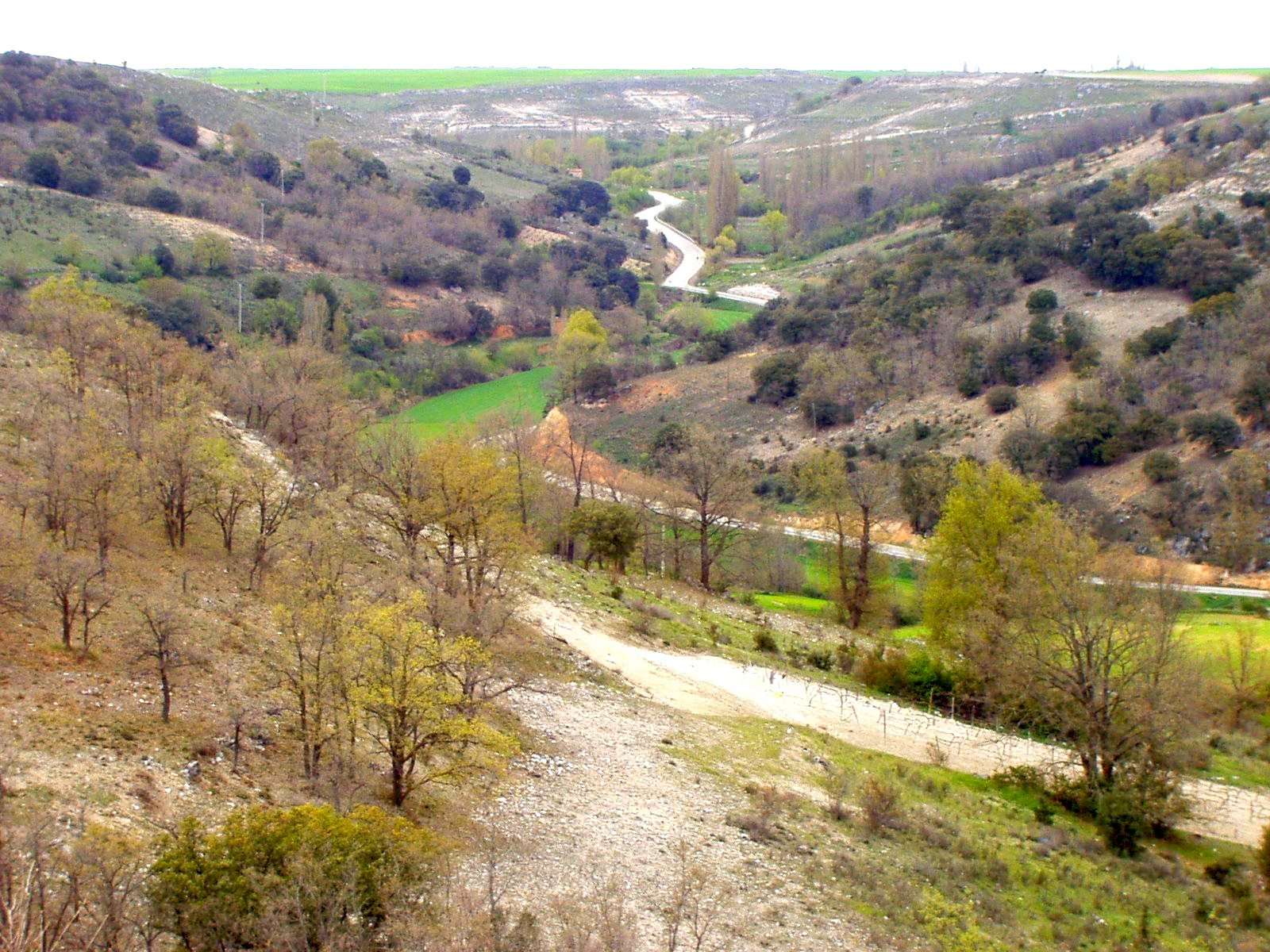
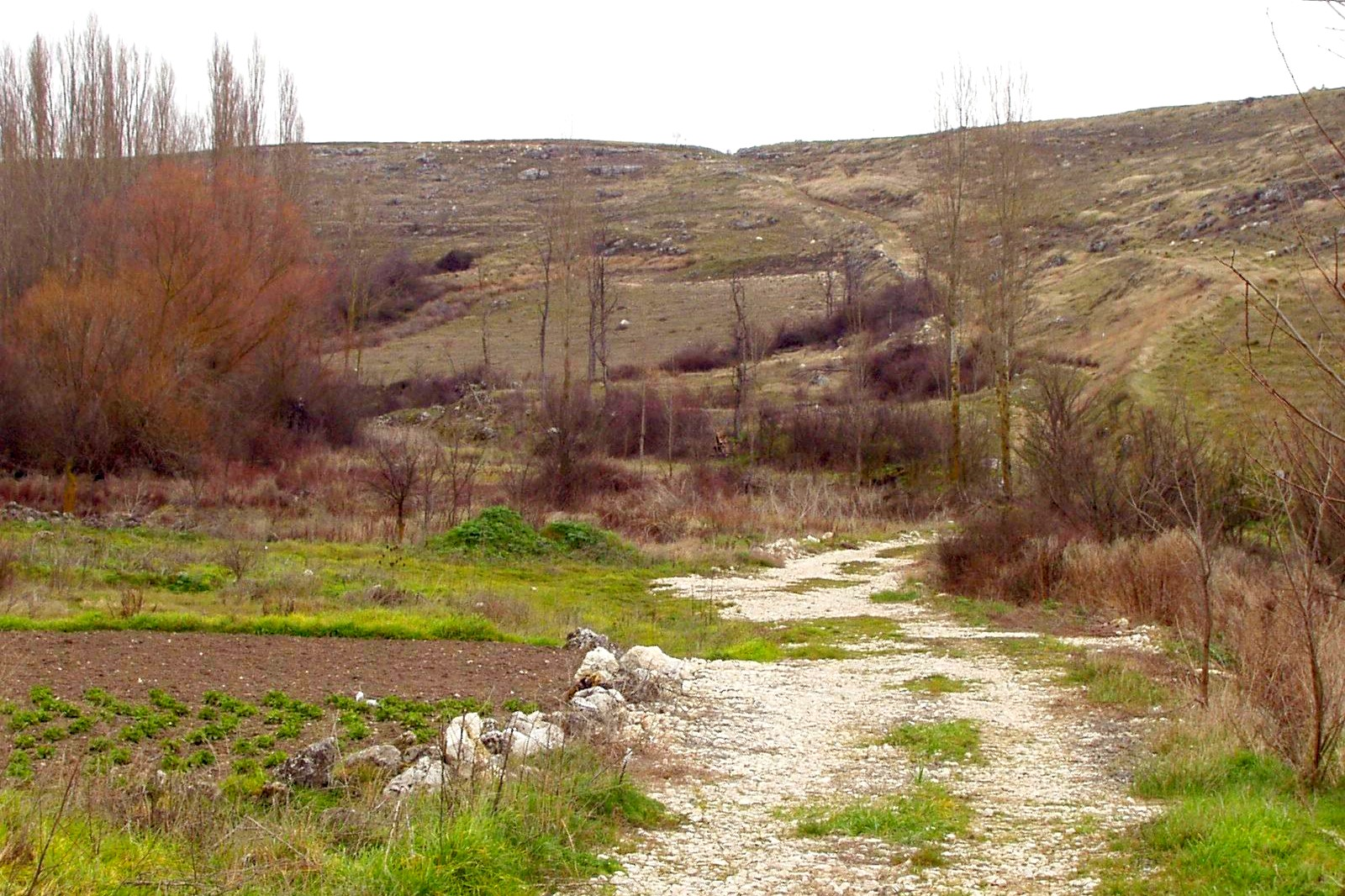
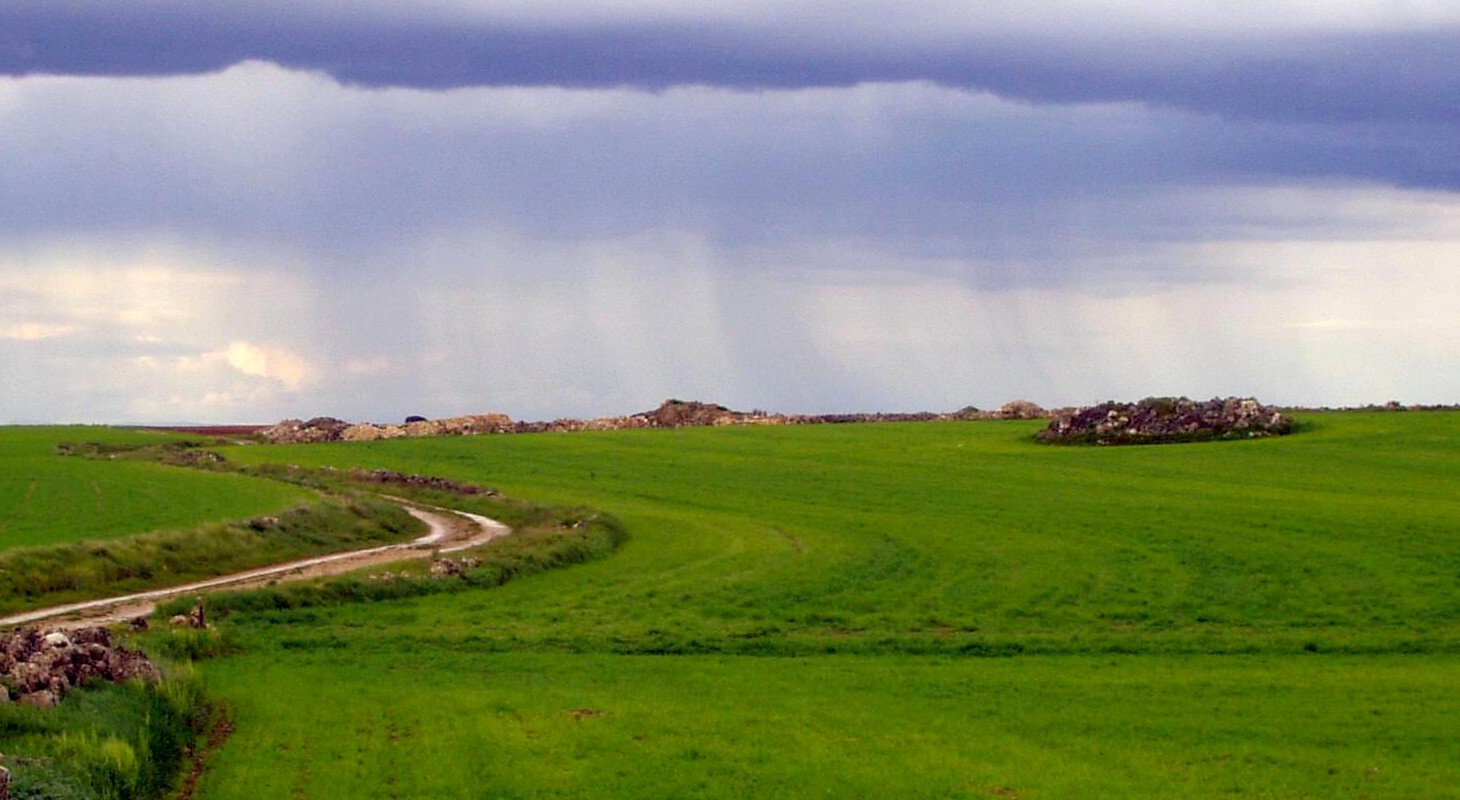
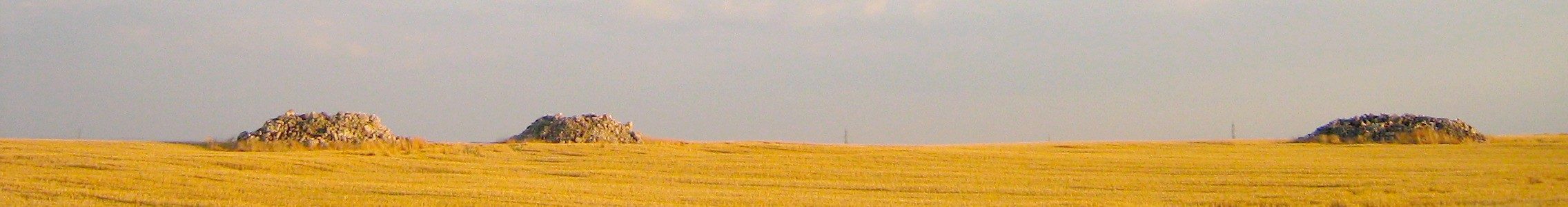

## Galería de Fotos de Corrales

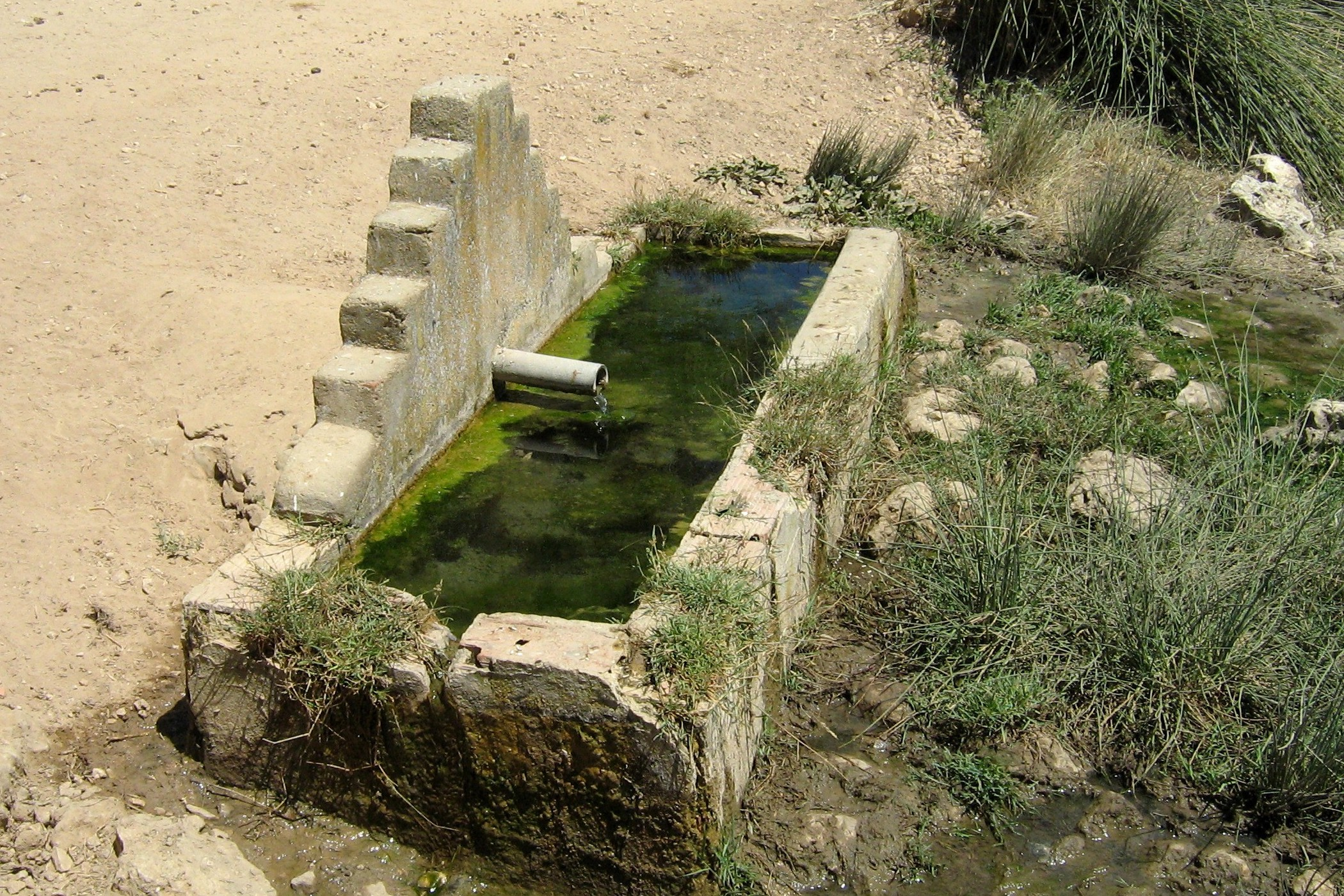
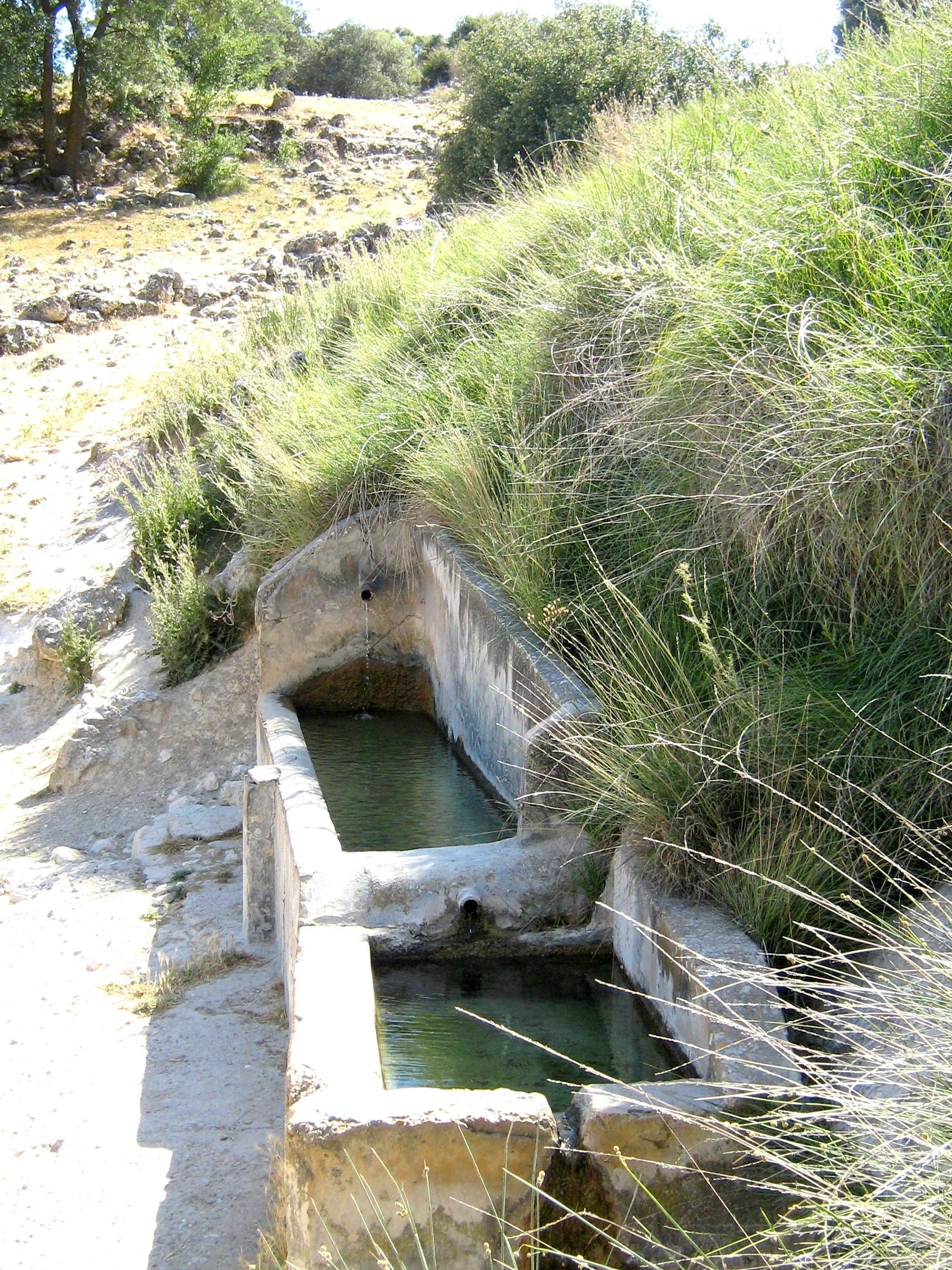
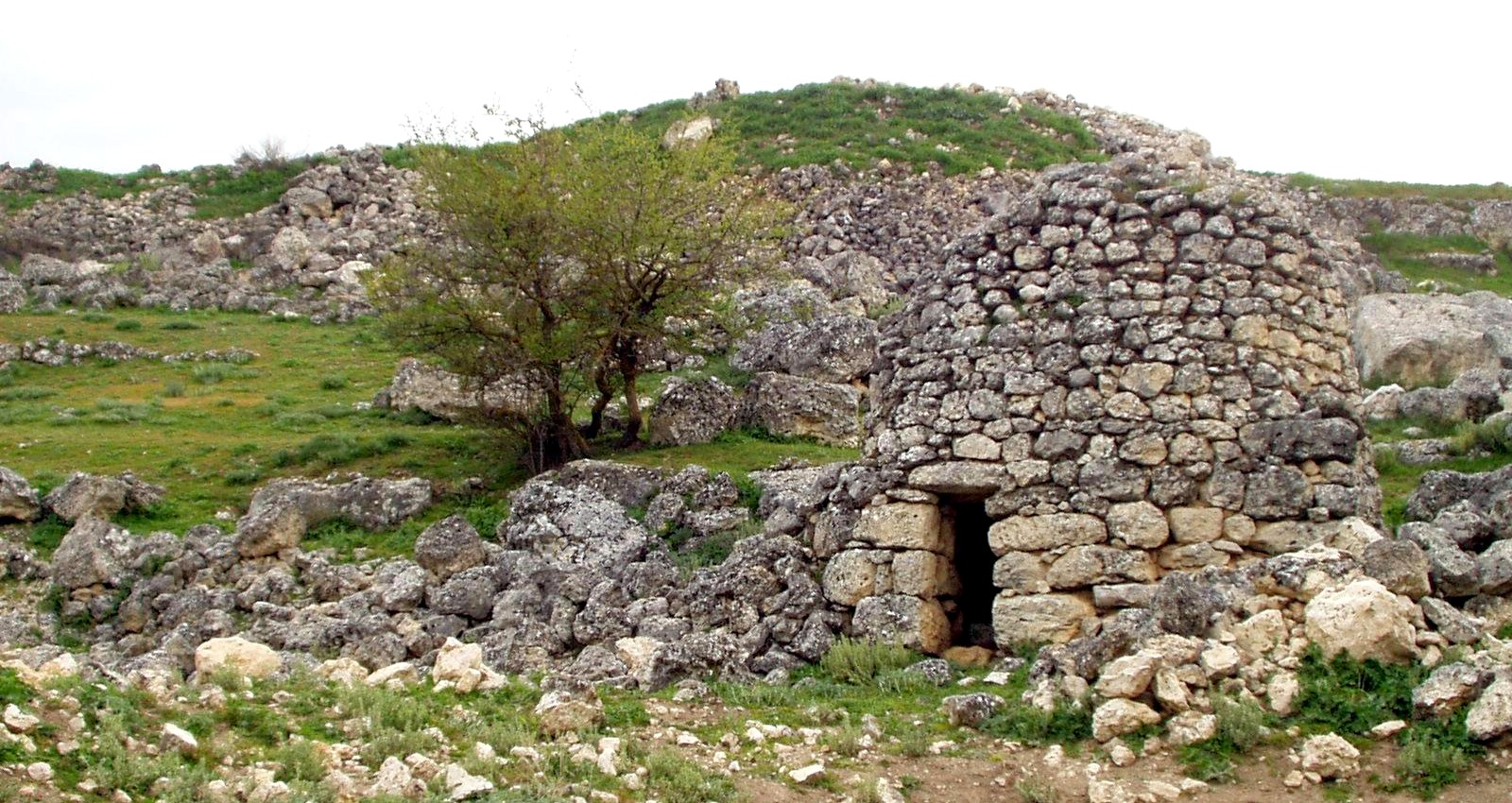
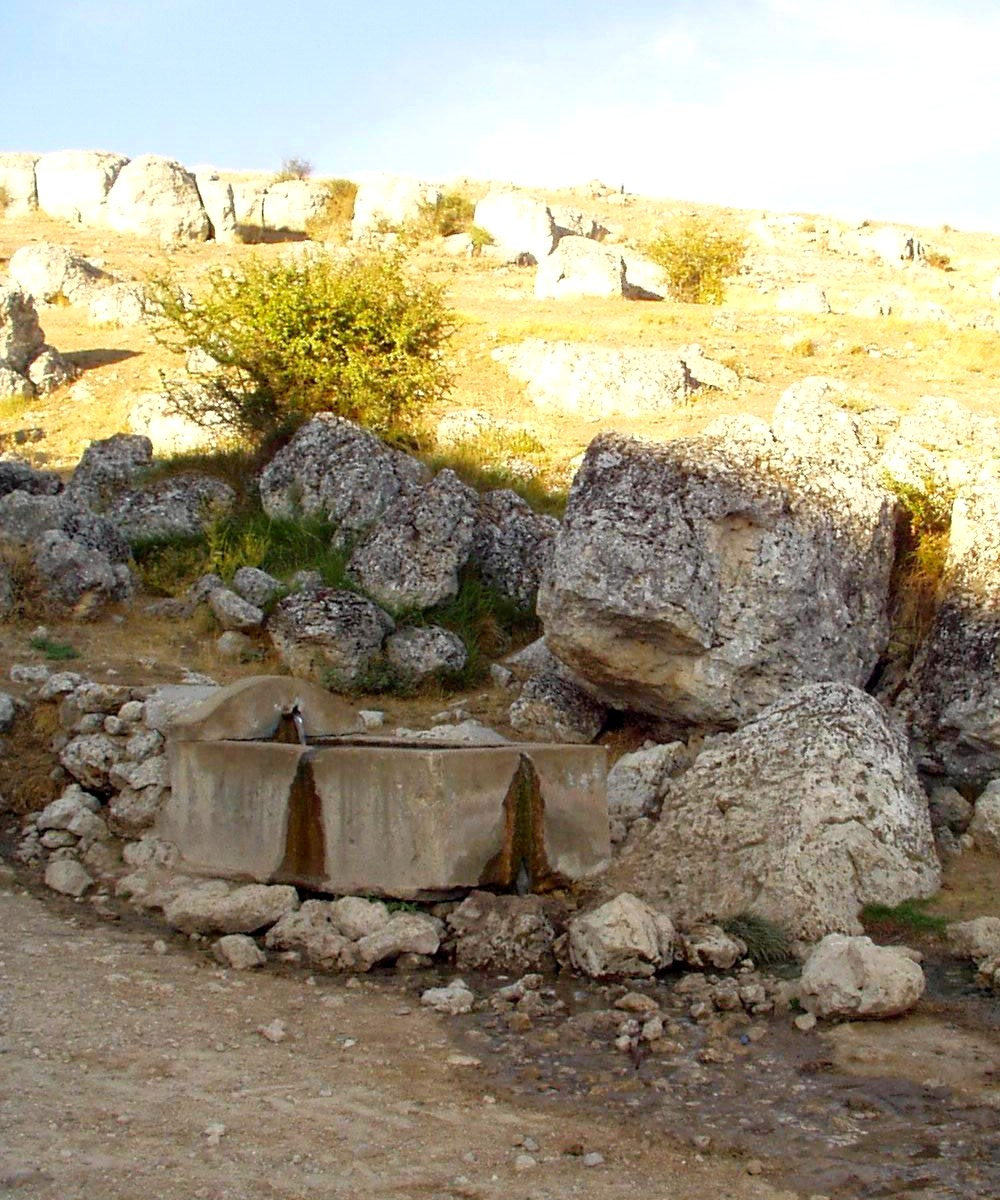
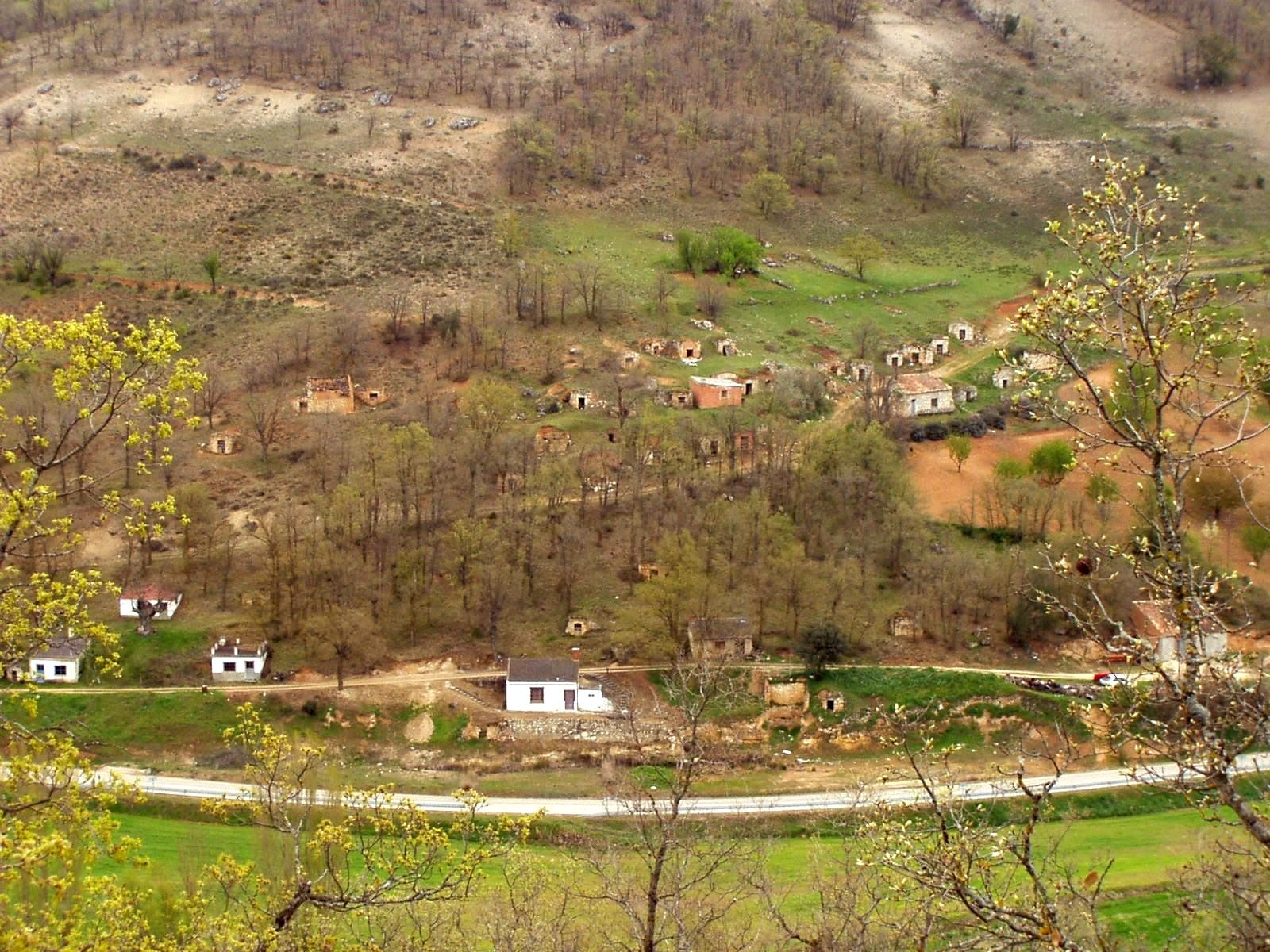
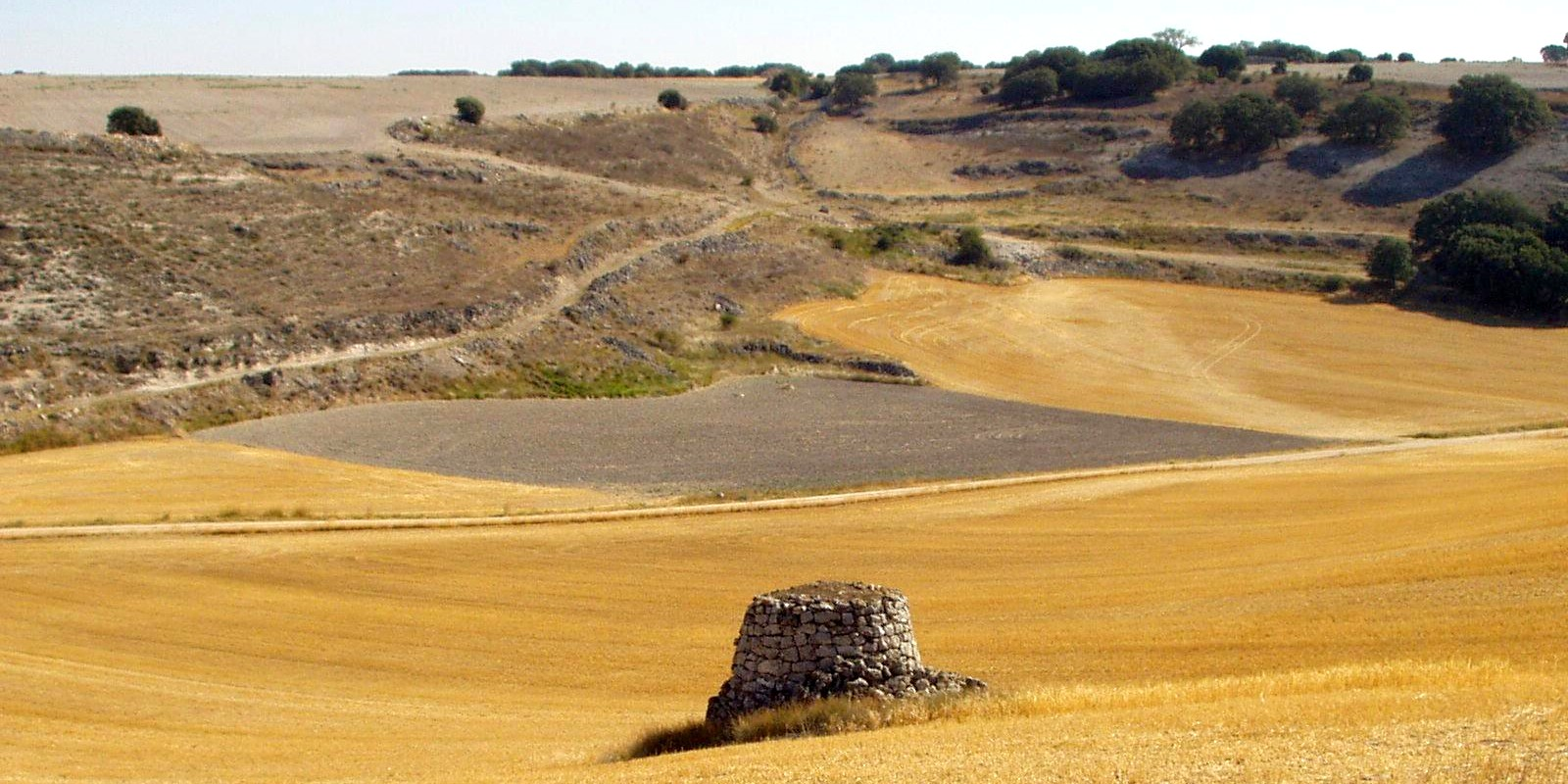
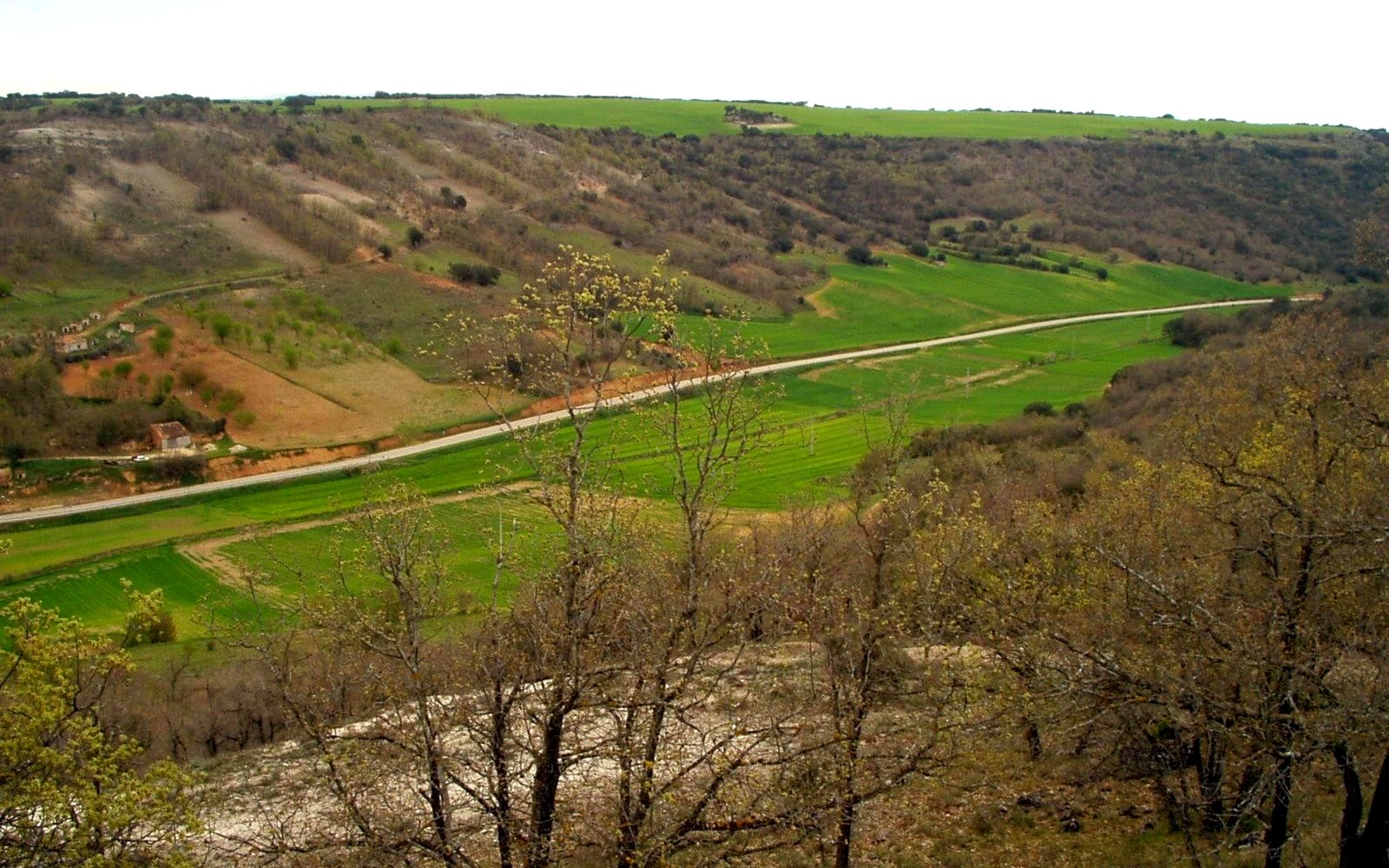
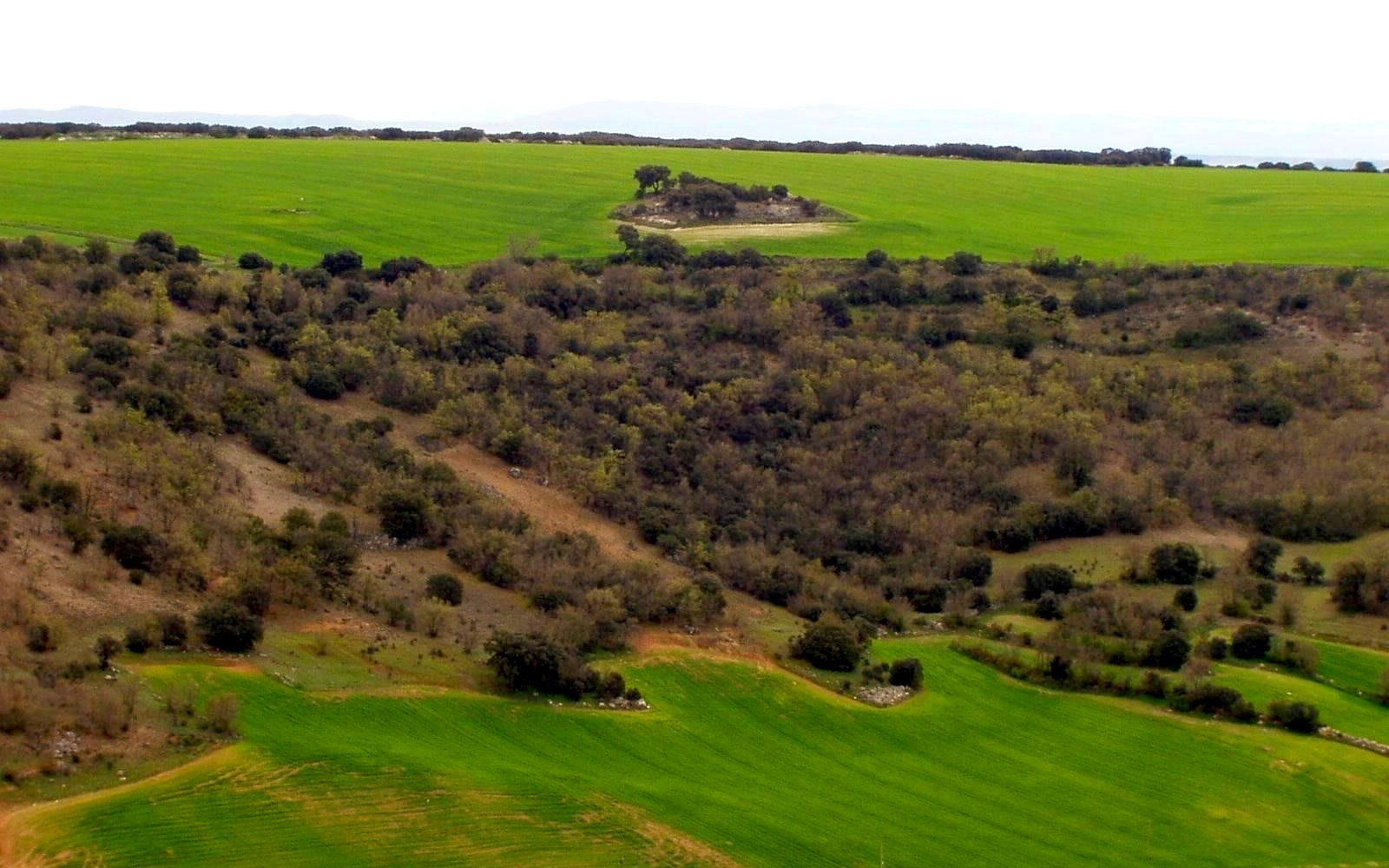
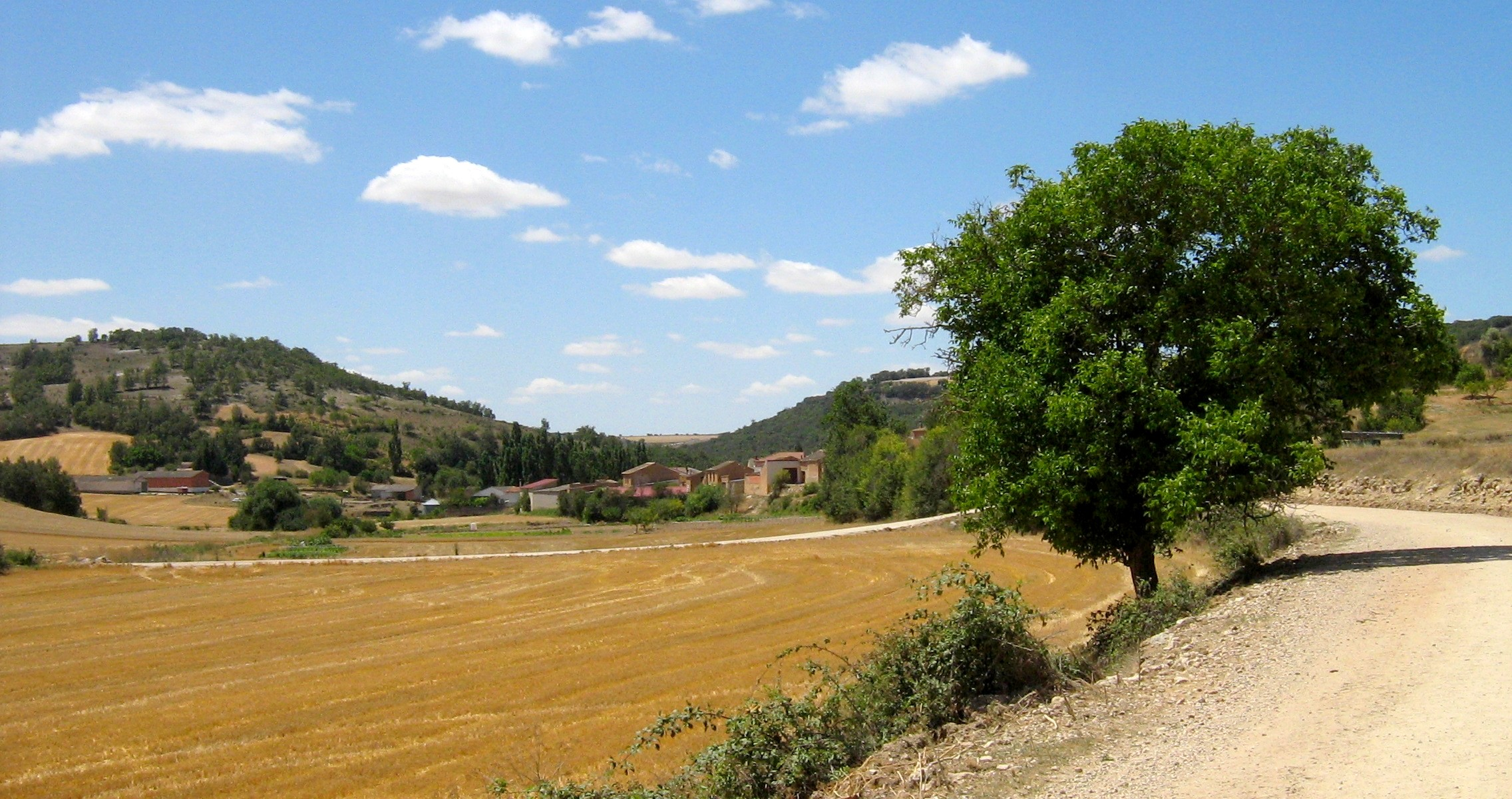
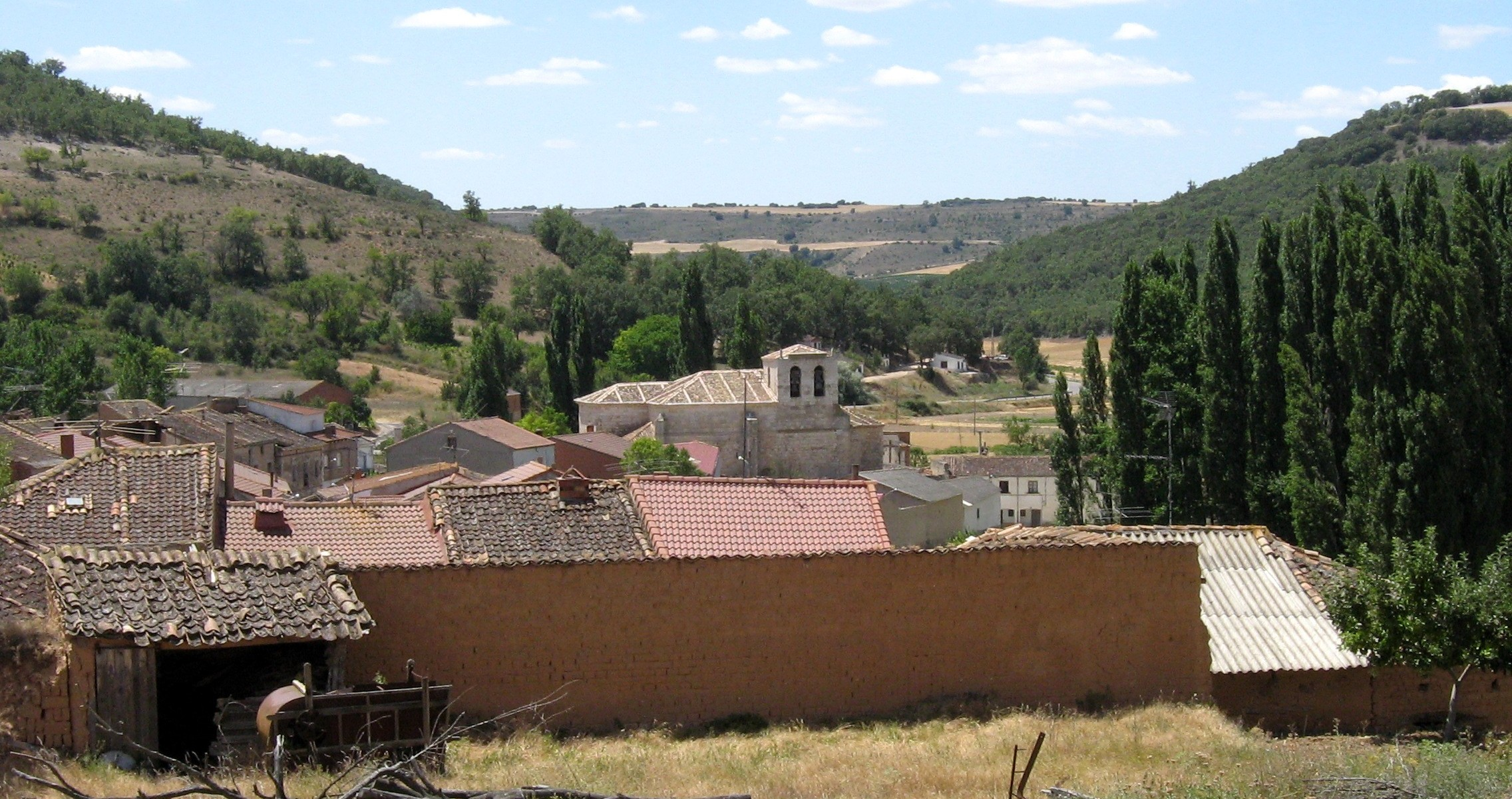
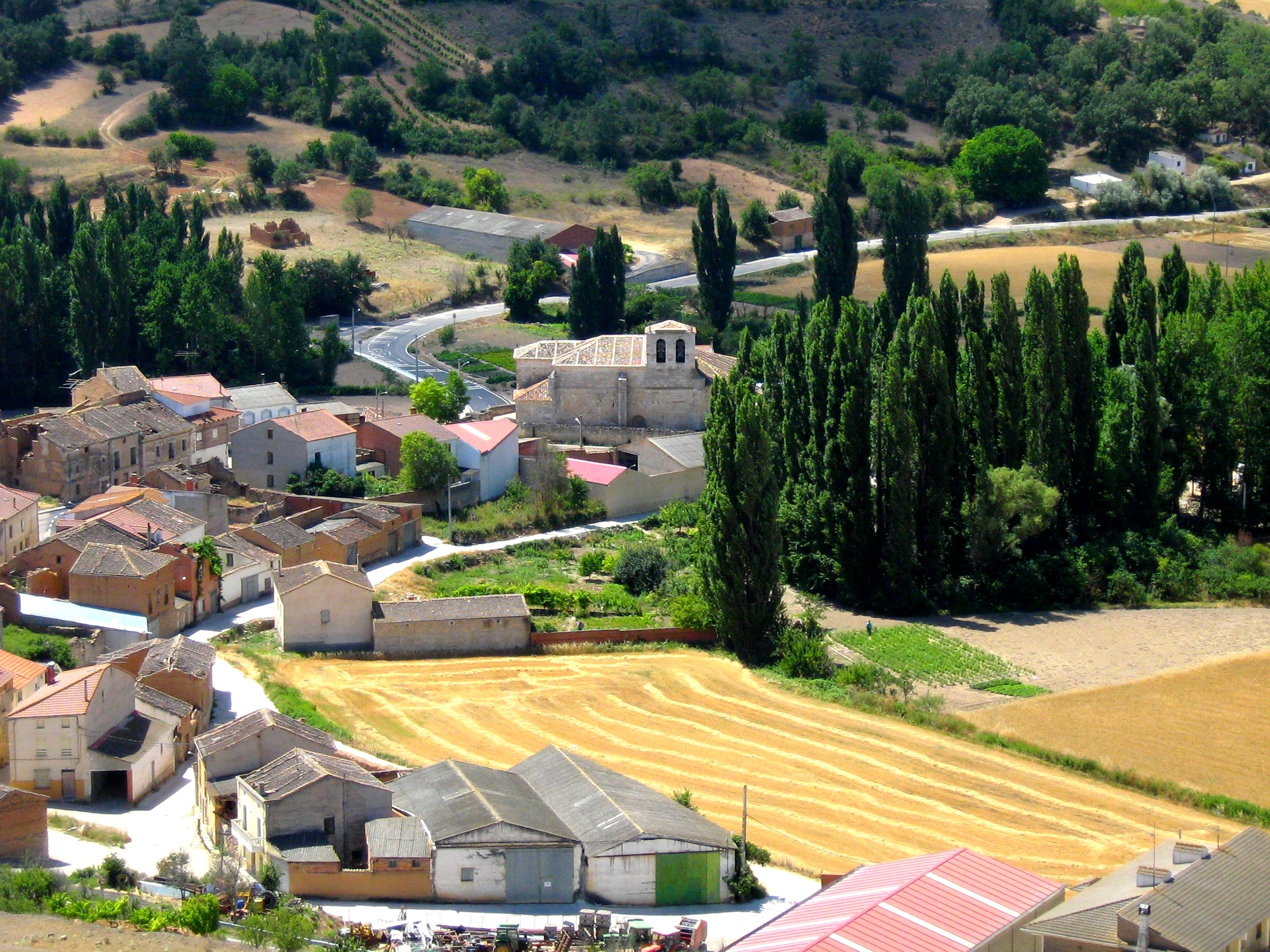

## Galería de Fotos de Bocos

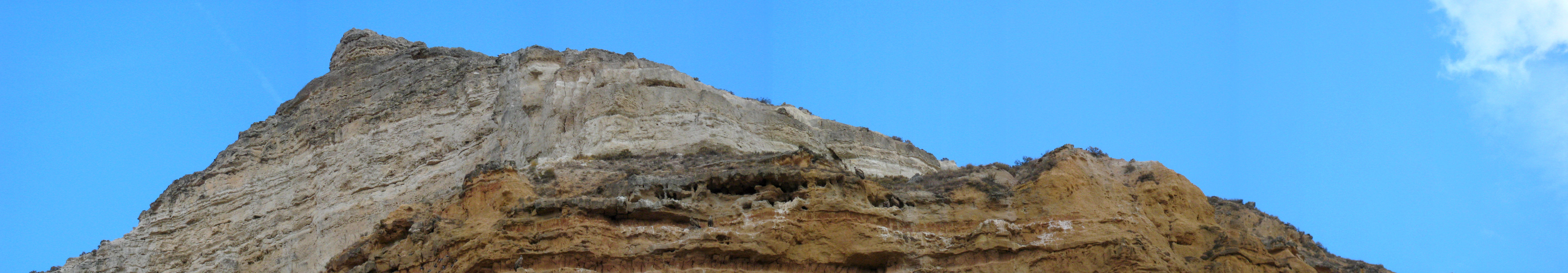
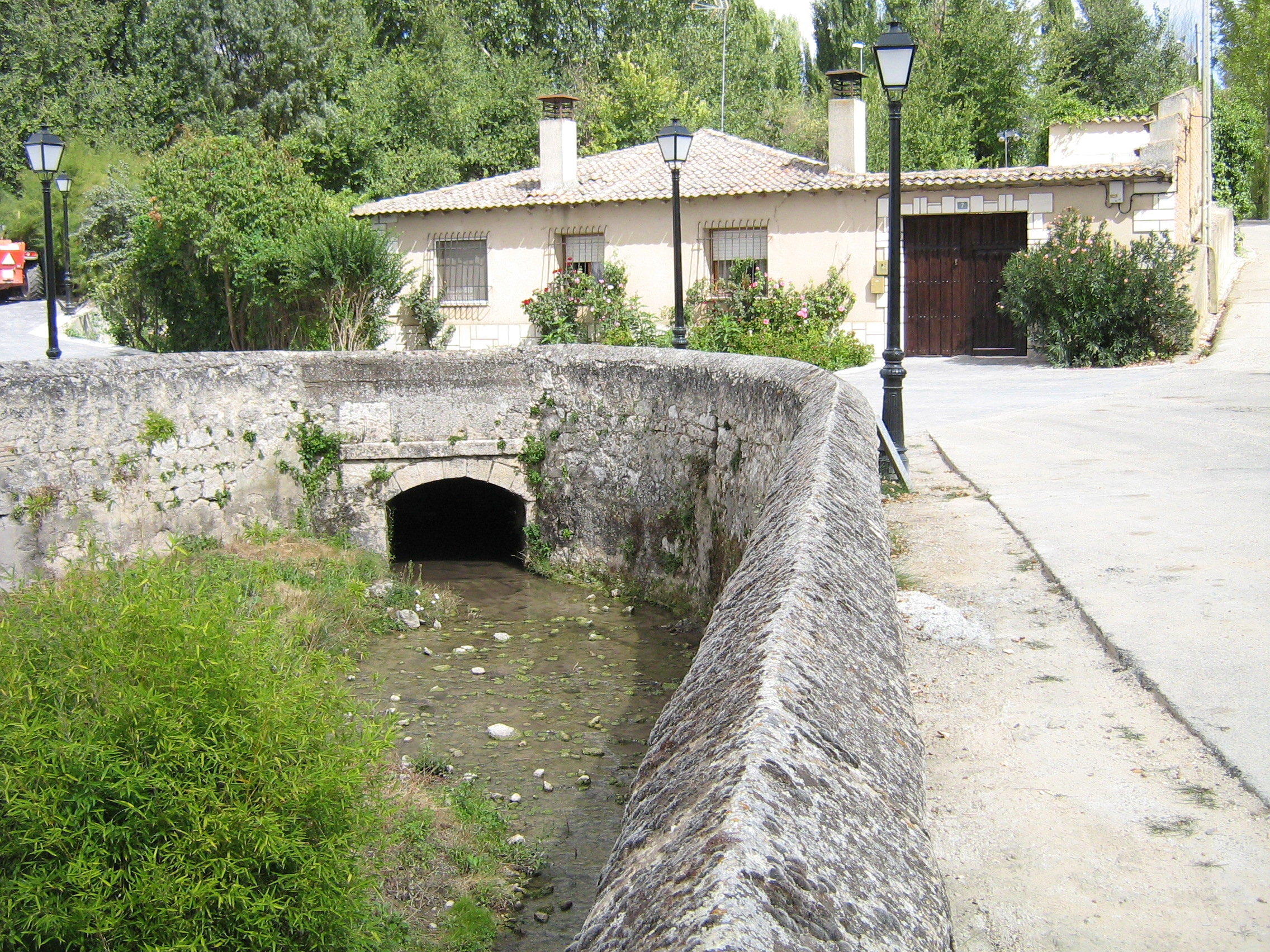
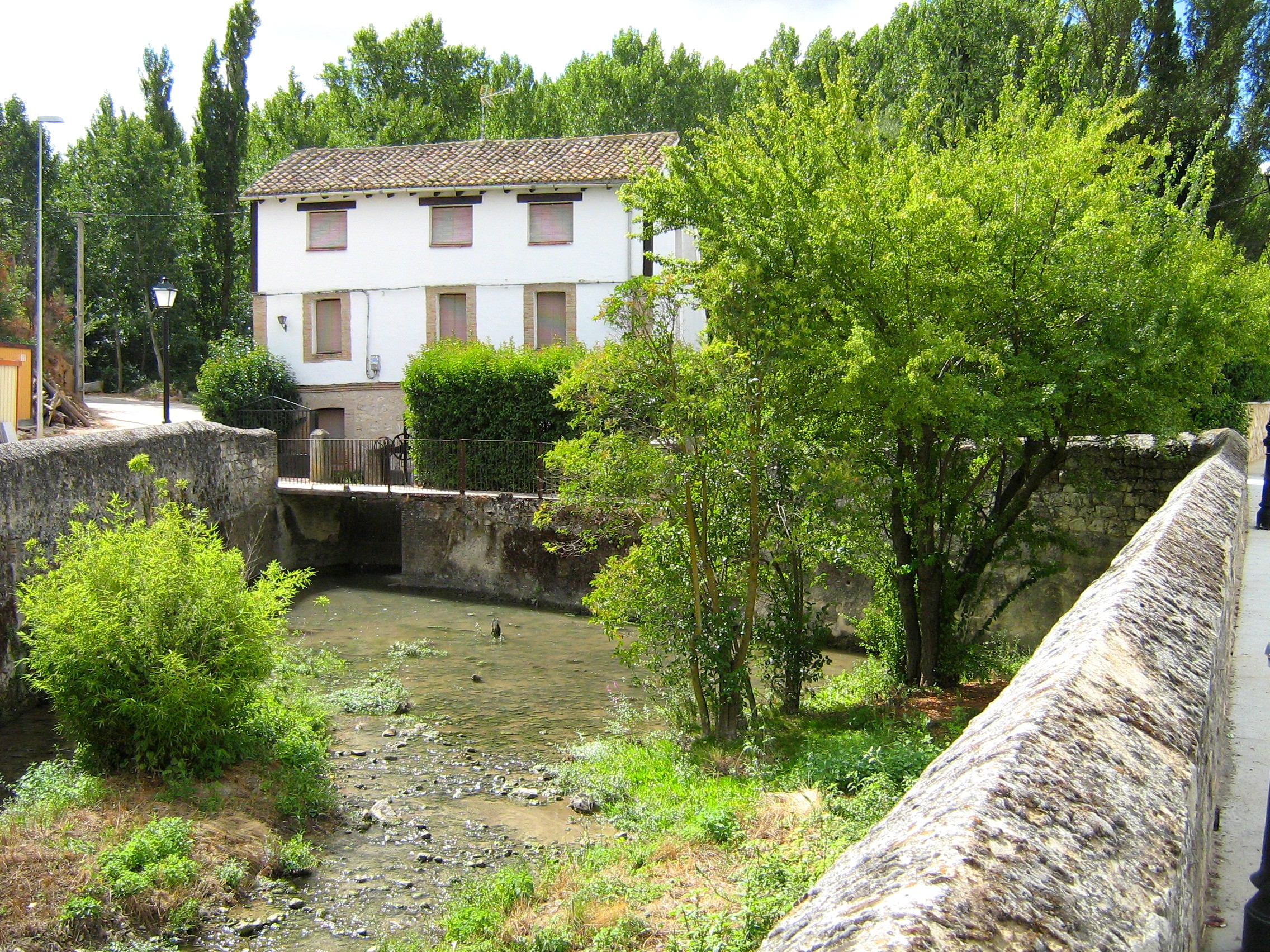
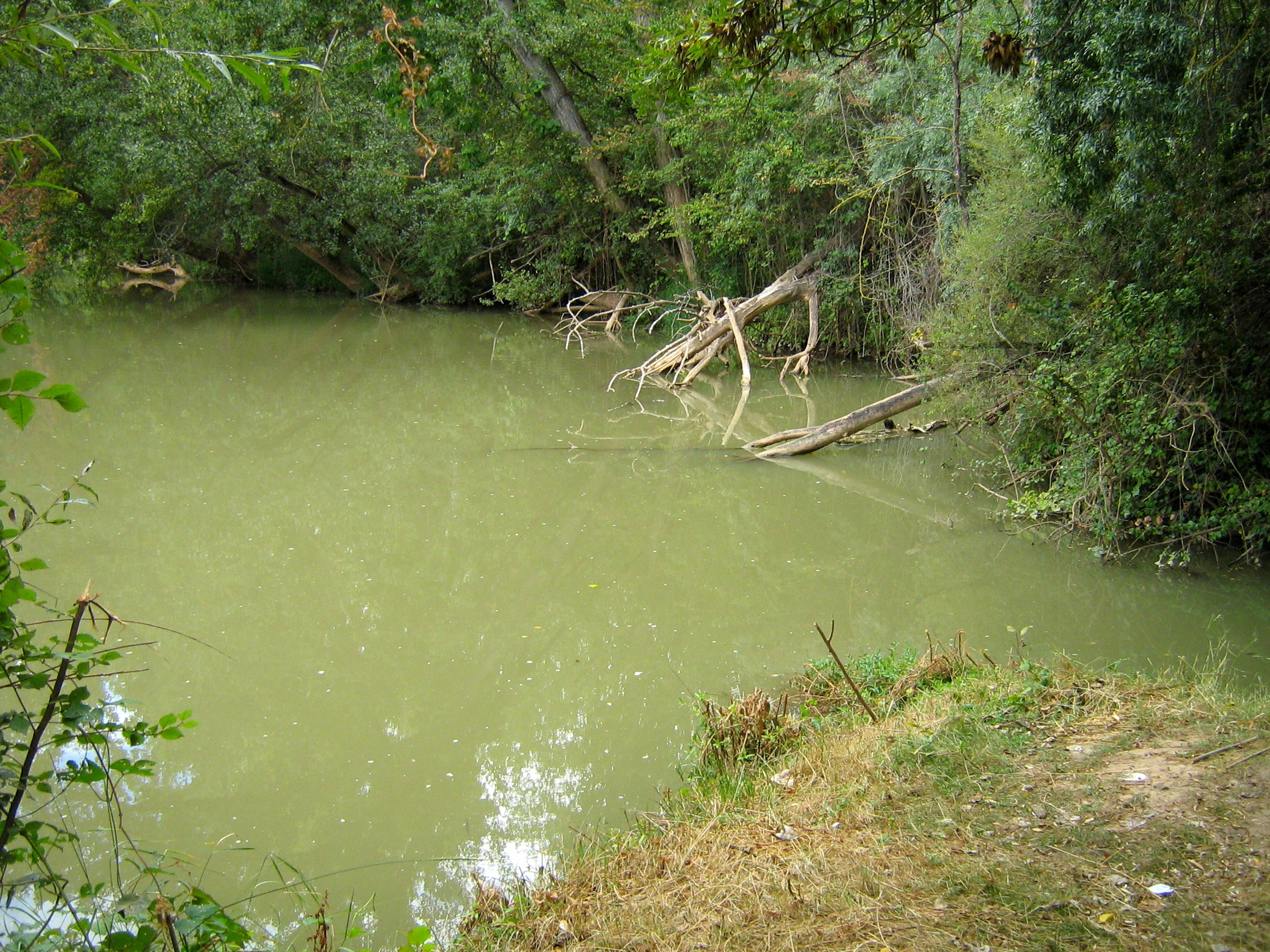

## Galería de Fotos : Curiel

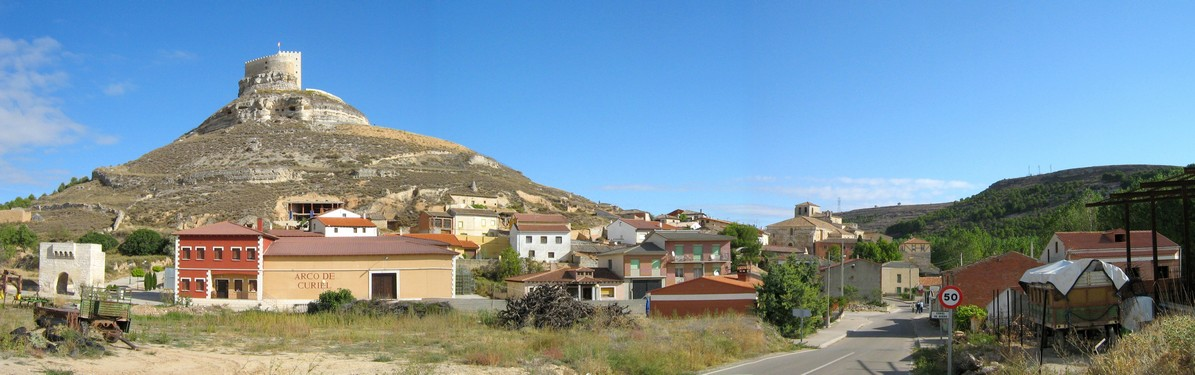
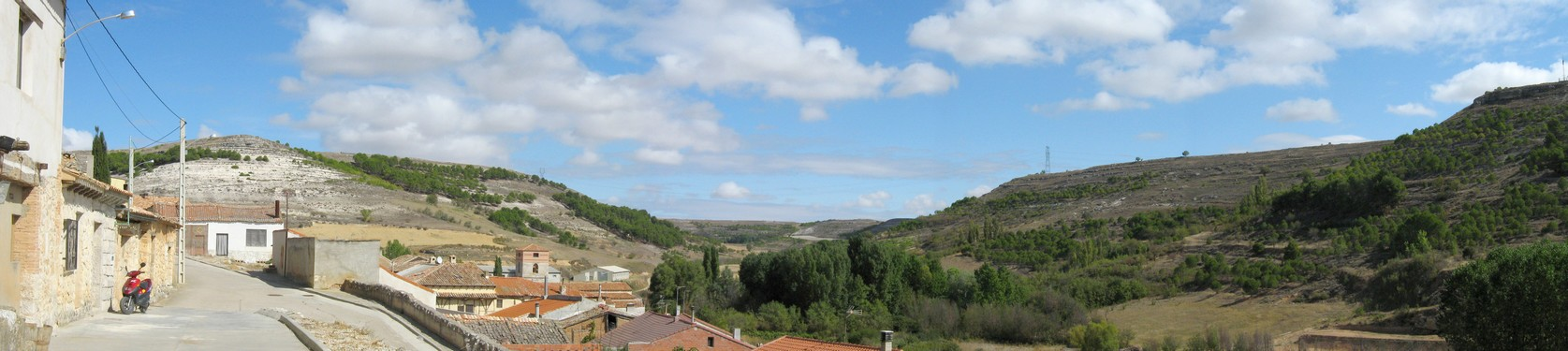
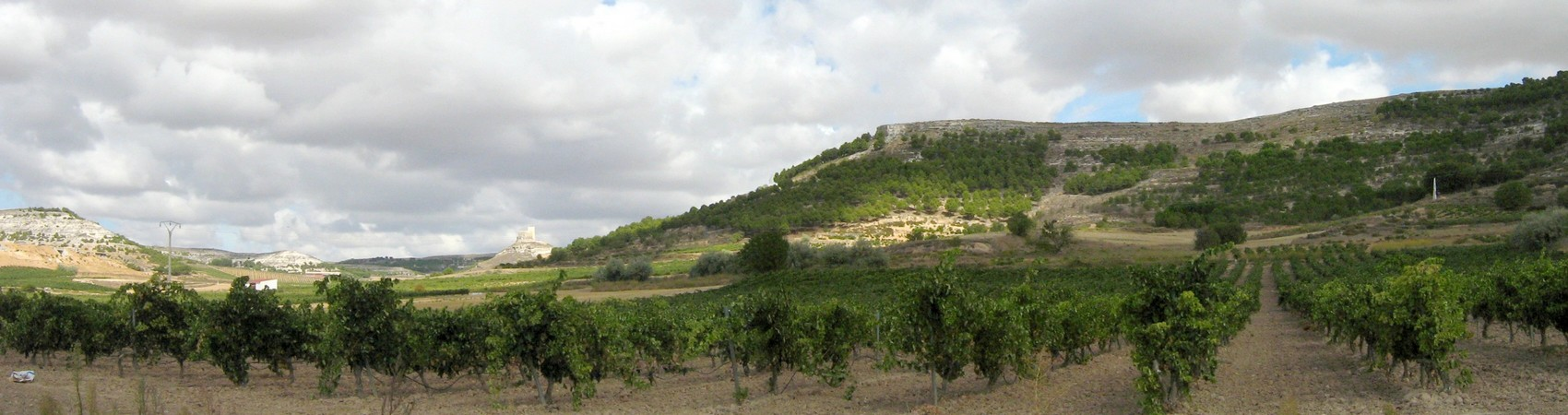
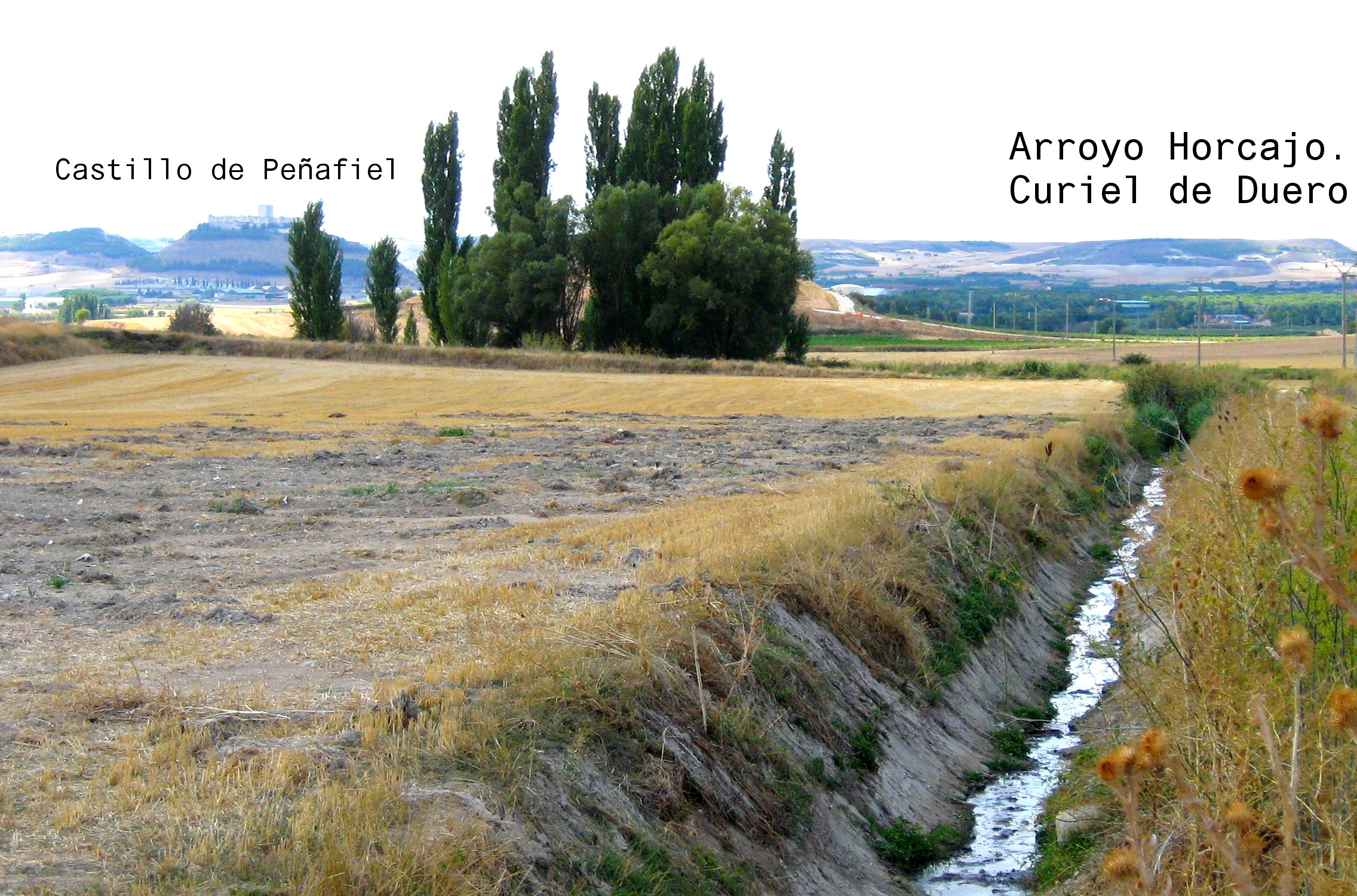
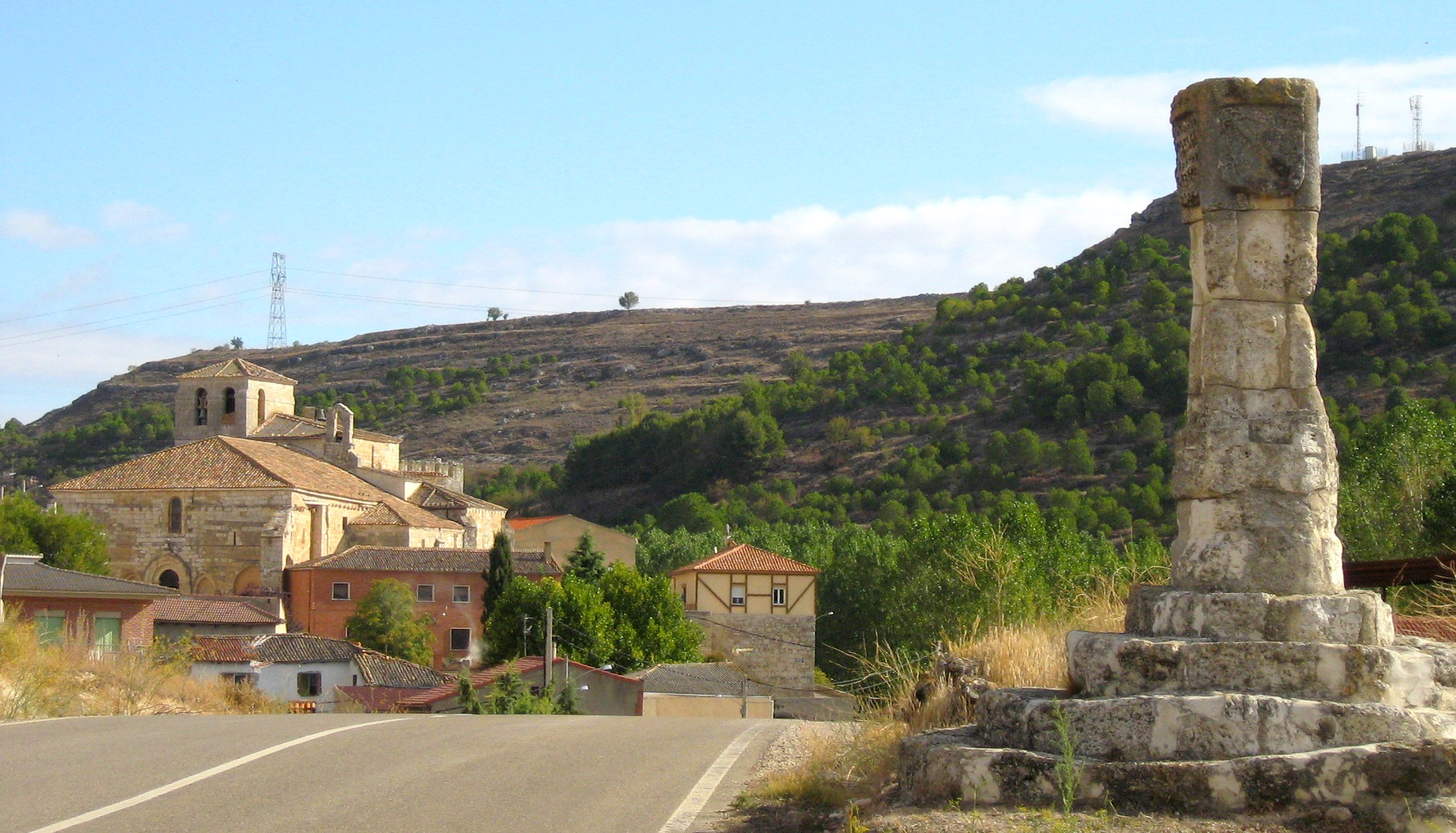
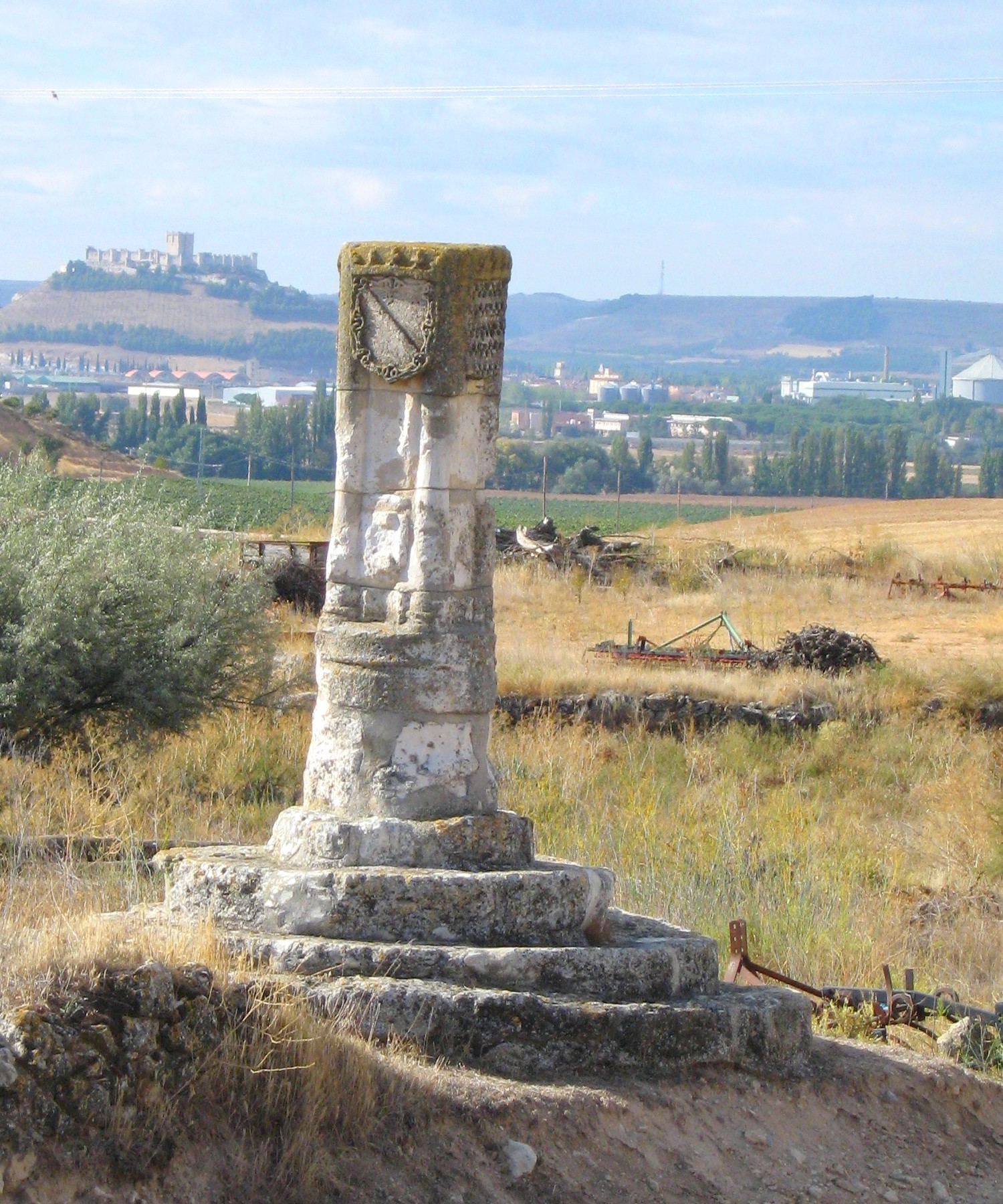
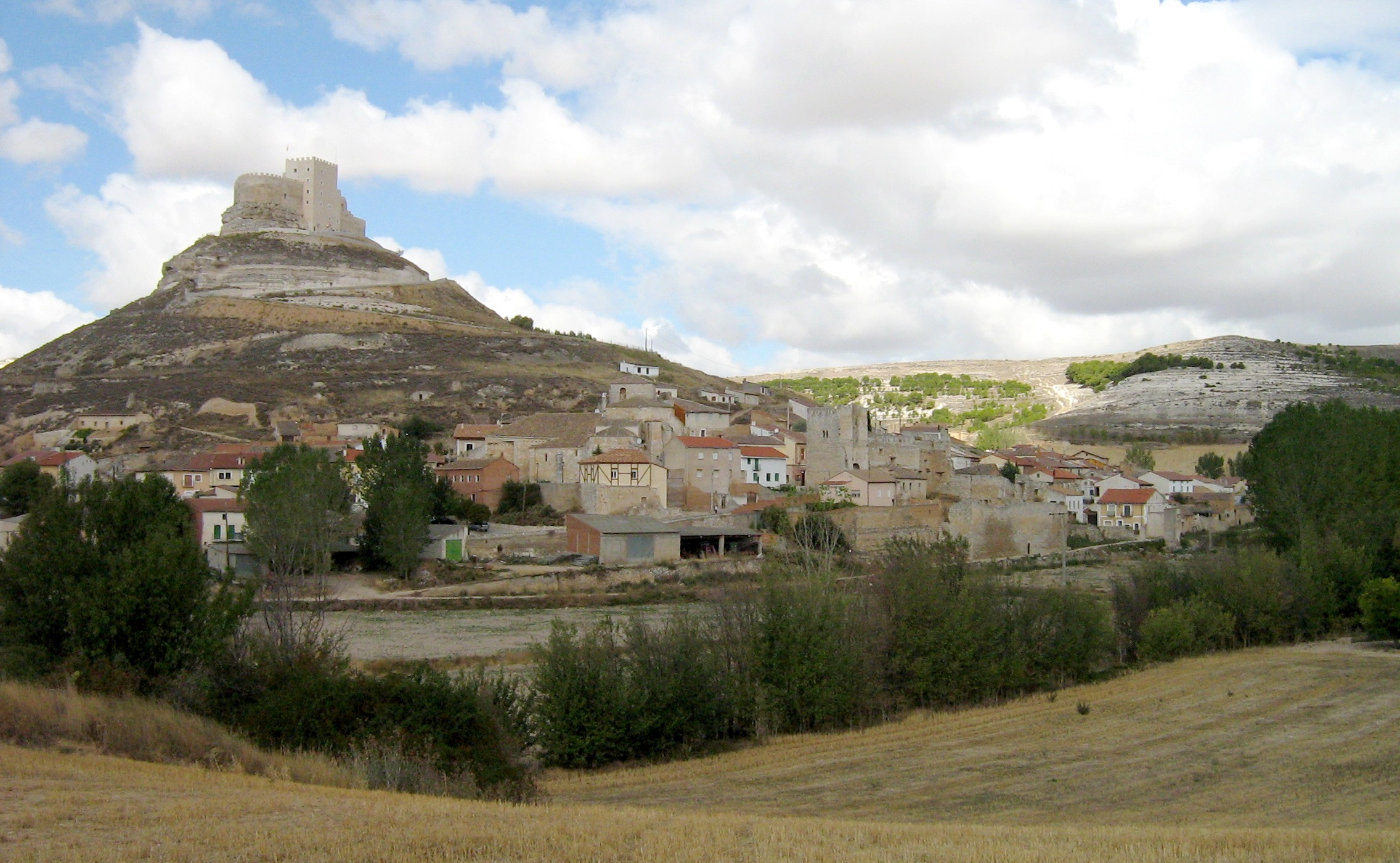
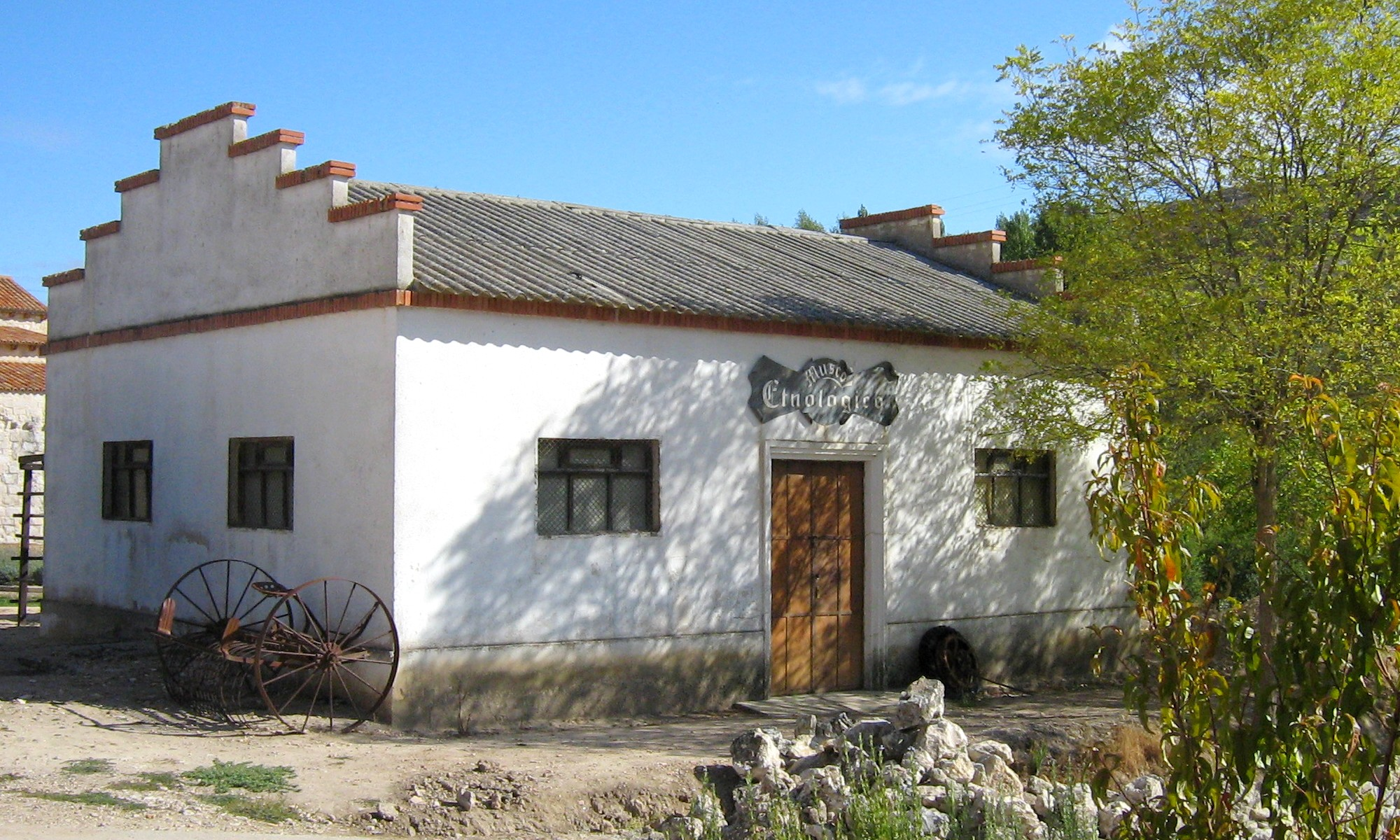
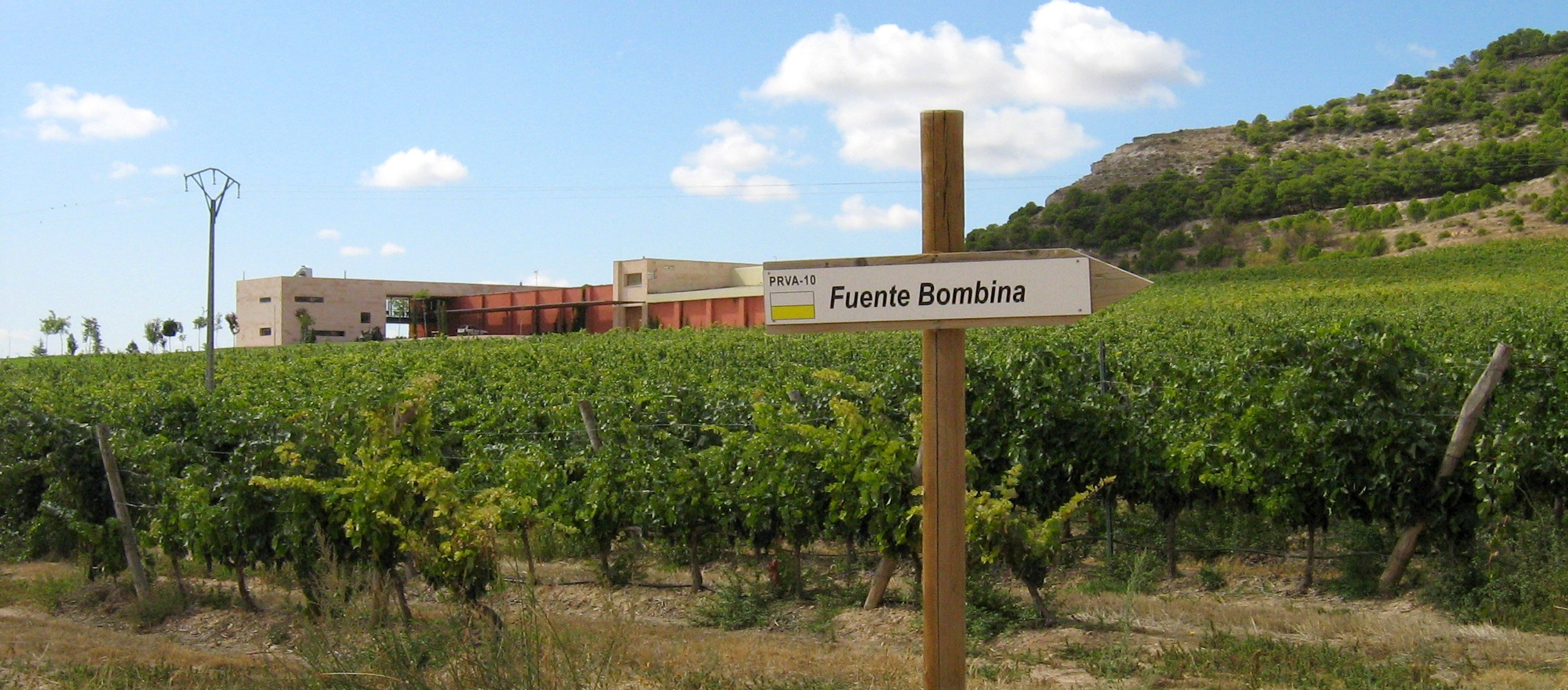
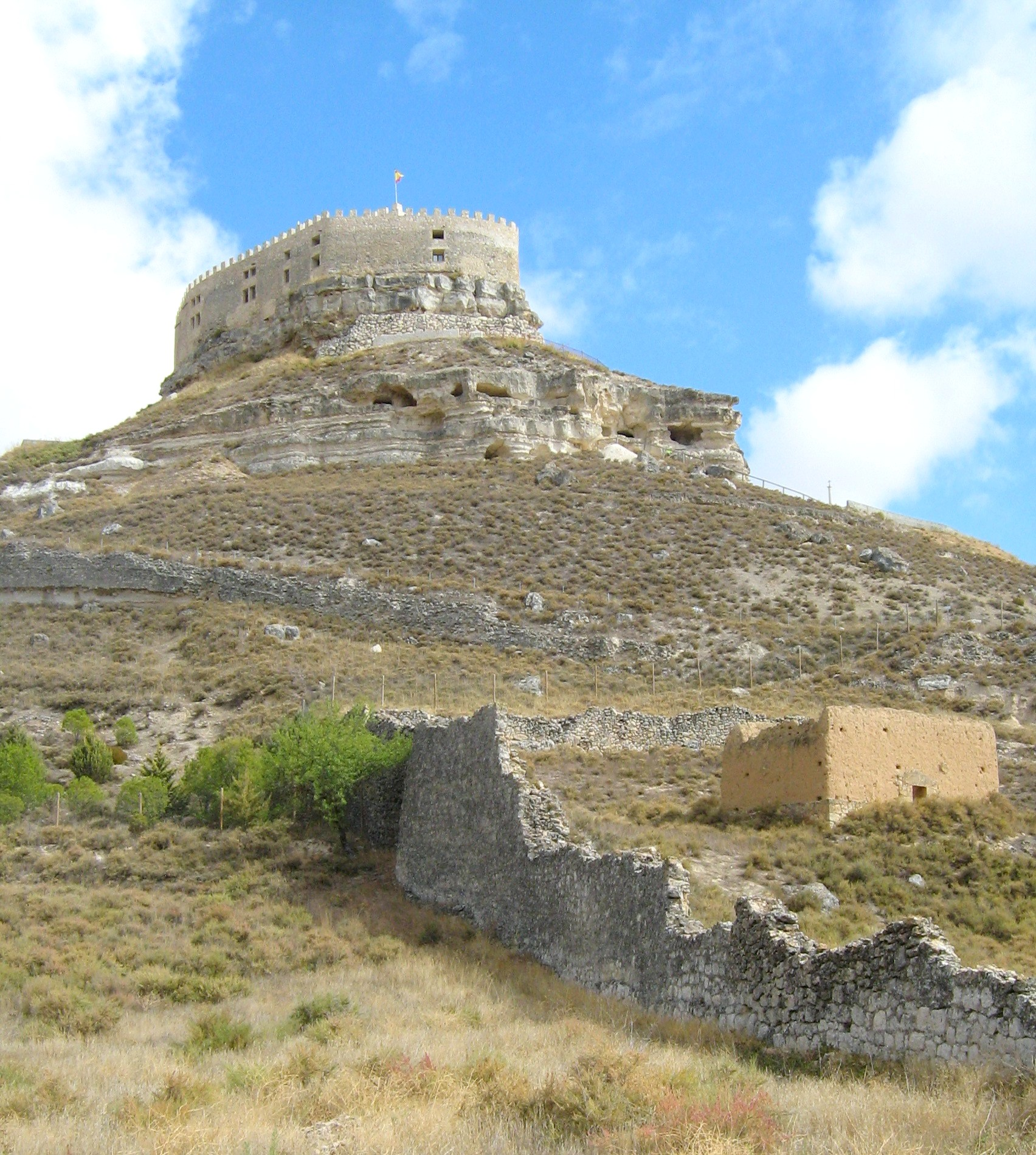
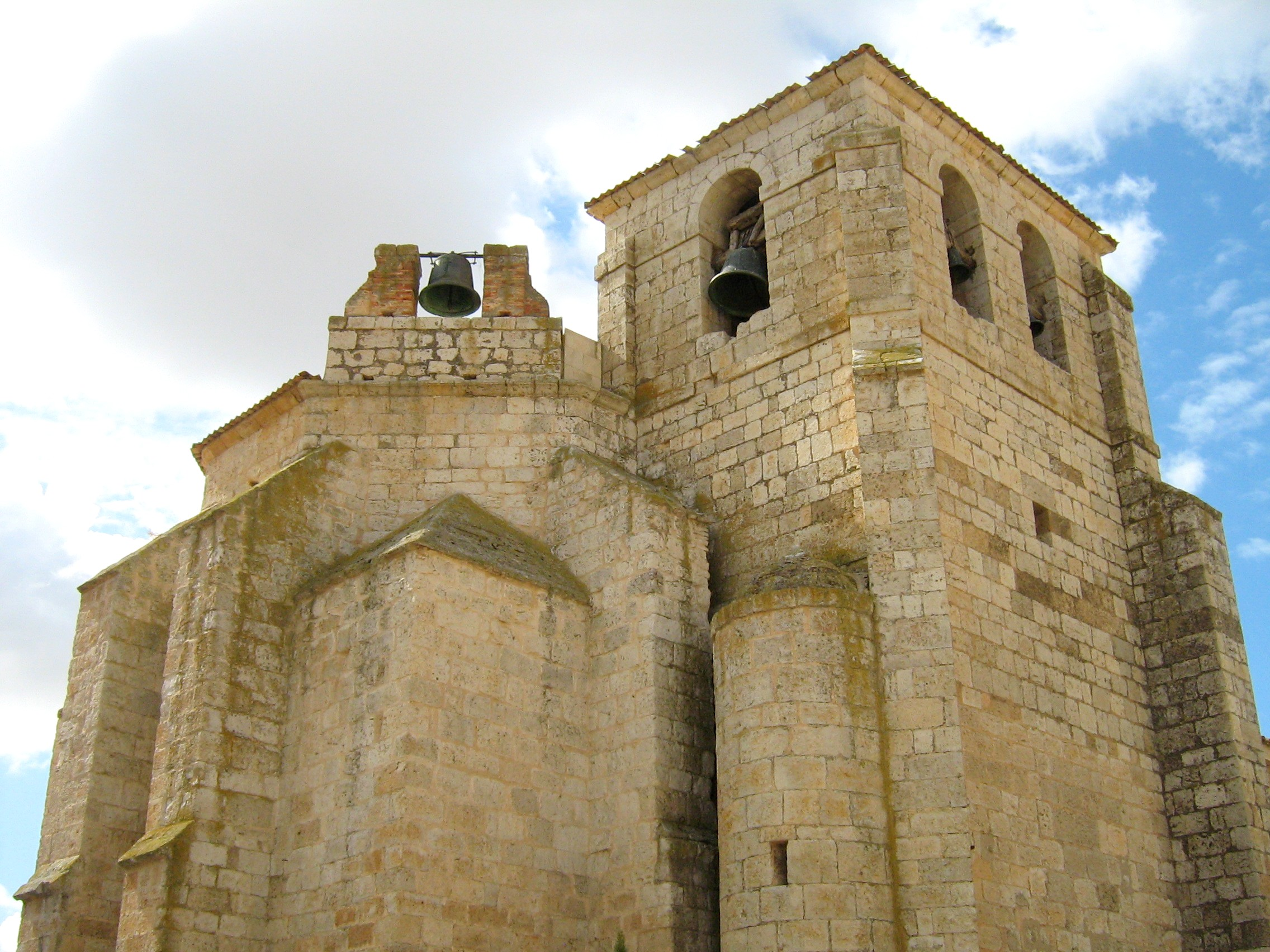
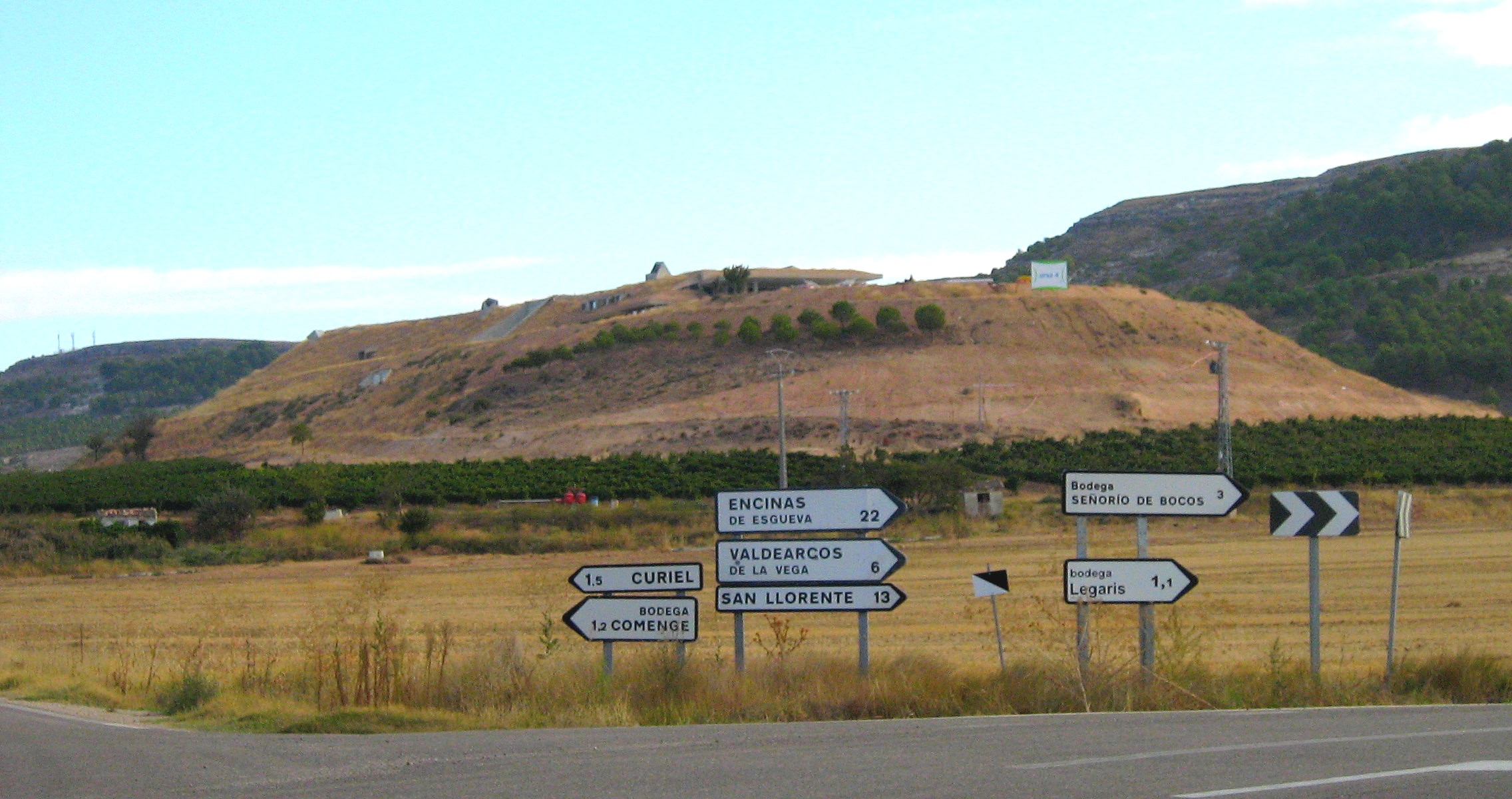

## Galería de Fotos: Valdearcos de la Vega

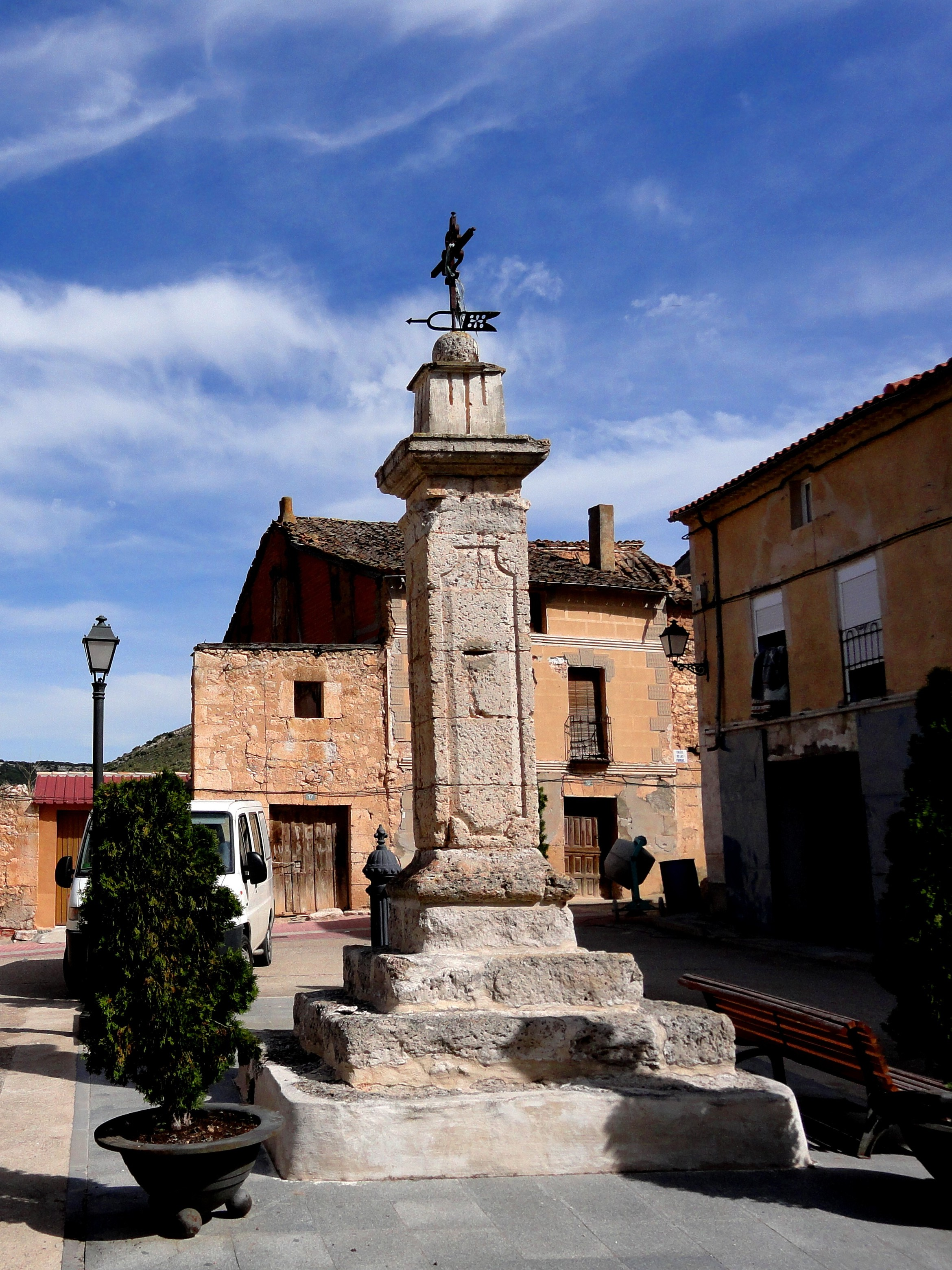
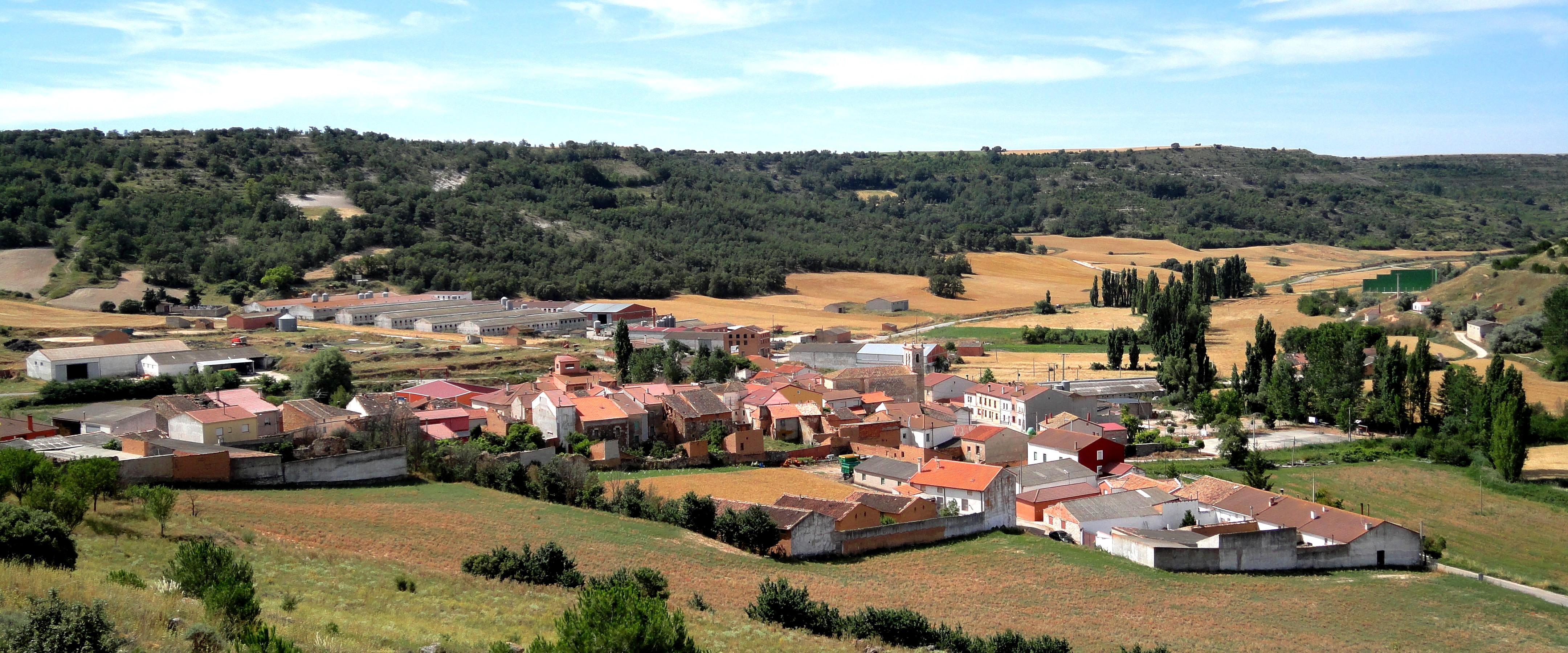
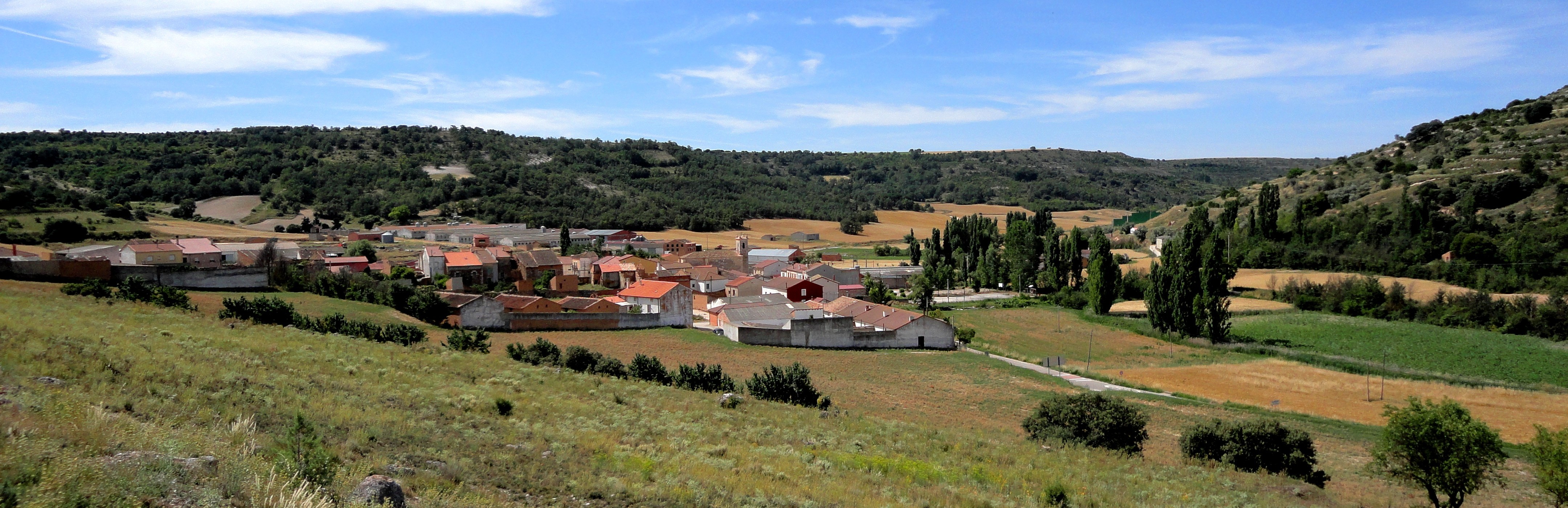

- Wikimedia Commons alberga una categoría multimedia sobre Valle del Cuco.

- Datos: Q6159208
- Multimedia: Valle del Cuco / Q6159208